# Liste der Tomatensorten/T
Erläuterungen und Quellen: Siehe Hauptartikel!
| Tomatensorte                                    | Bild | Beschreibung | Quellen                                    |
| ----------------------------------------------- | ---- | --- | ------------------------------------------ |
| T 0010                                          |      | Züchter: Pioneer Hi-Bred International Inc | j, o                                       |
| T 0011                                          |      | Züchter: Pioneer Hi-Bred International Inc | j, o                                       |
| T 0012                                          |      | Züchter: Pioneer Hi-Bred International Inc | j                                          |
| T 10 M                                          |      | | j                                          |
| T 1010                                          |      | | j, o                                       |
| T 1011                                          |      | | j, o                                       |
| T 121                                           |      | | j                                          |
| T 126                                           |      | | j                                          |
| T 131                                           |      | | j                                          |
| T 2 Improved                                    |      | | j                                          |
| T 2 Improved Vf                                 |      | | j                                          |
| T 2274                                          |      | | j                                          |
| T 314                                           |      | | c                                          |
| T 34                                            |      | Züchter: Gavrish Sergej Fedorovich, Morev Viktor Vasilievich, Amcheslavskaya Elena Valentinovna, Volok Olga Anatolievna, Gladkov Dmitrij Sergeevich, Redichkina Tatiyana Aleksandrovna                                                                                              | j                                          |
| T 4                                             |      | | c, e                                       |
| T 410825                                        |      | Züchter: Bontems Silvian | j                                          |
| T 44584                                         |      | | j                                          |
| T 44658                                         |      | | j                                          |
| T 46514                                         |      | | j                                          |
| T 47821                                         |      | Züchter: Bontems Silvian | j                                          |
| T 47849                                         |      | Züchter: Bontems Silvian | j                                          |
| T 47853                                         |      | Züchter: Bontems Silvian | j                                          |
| T 48273                                         |      | Züchter: Bontems Silvian | j                                          |
| T 49                                            |      | | j, o                                       |
| T 639                                           |      | | c                                          |
| T 86                                            |      | | c                                          |
| T 96236                                         |      | Züchter: Mozsar Jozsef | j                                          |
| T 97082                                         |      | Züchter: Mozsar Jozsef | j                                          |
| T 98100                                         |      | Züchter: Mozsar Jozsef | j                                          |
| T-Ian V 1 (oder: Pyta Pora)                     |      | Züchter: Ipta - Instituto Paraguayo De Tecnologia Agraria | j                                          |
| T-Ian V 2 (oder: Pyta Guazu)                    |      | Züchter: Ipta - Instituto Paraguayo De Tecnologia Agraria | j                                          |
| T. C. Jones                                     |      | Züchter: Domaine Public (Fr) | c, d, j                                    |
| Tabare                                          |      | Züchter: Rijk Zwaan Zaadteelt En Zaadhandel Bv (Nl) | j                                          |
| Tabby                                           |      | Züchter: Syngenta Seeds B.V. | j                                          |
| Tabescens                                       |      | | g, h                                       |
| Table Tom                                       |      | Züchter: Namdhari Seeds Pvt Ltd | j                                          |
| Tabolinskij                                     |      | | g, h                                       |
| Tabor                                           |      | Züchter: Clause Semences Sa (Fr) | j                                          |
| Tac 10 Jp 013                                   |      | Züchter: Mu Xin | j, o                                       |
| Taca                                            |      | Züchter: Prof. Dr. Uwe Simon Lehrstuhl für Grünlandlehre der TU München | j, o                                       |
| Tacolula Bells                                  |      | | f                                          |
| Tadesse                                         |      | | c, d, k                                    |
| Tadim                                           |      | | j                                          |
| Tadjikistan                                     |      | | c, d                                       |
| Taezhnoe Zoloto                                 |      | Züchter: Ognev Valerij Vladimirovich, Korchagin Vladimir Vasilievich, Tereshonkova Tatiyana Arkadievna | j                                          |
| Taezhnyj Rubin                                  |      | Züchter: Kachajnik Vladimir Georgievich, Gul'Kin Mihail Nikolaevich, Karmanova Olga Alekseevna, Matyunina Svetlana Vladimirovna | j                                          |
| Tafelfreude                                     |      | | c                                          |
| Taffetas                                        |      | Züchter: Graines Voltz (Fr) | j                                          |
| Tafna                                           |      | Züchter: Clause Semences Sa (Fr) | j                                          |
| Taganka                                         |      | Züchter: Gavrish Sergej Fedorovich, Morev Viktor Vasilievich, Amcheslavskaya Elena Valentinovna, Degovtsova Tatiyana Vladimirovna, Volok Olga Anatolievna, Gladkov Dmitrij Sergeevich, Volkov Aleksandr Aleksandrovich, Semenova Anna Nikolaevna, Redichkina Tatiyana Aleksandrovna | j                                          |
| Tahiti                                          |      | | j                                          |
| Taiga                                           |      | Züchter: Tezier Sa (Fr) | j                                          |
| Taïga                                           |      | | j                                          |
| Taiko                                           |      | | c, j, o                                    |
| Taimyr                                          |      | | c, d                                       |
| Tais                                            |      | Züchter: Ivanova Tatiyana Evgenievna, Vasiliev Yurij Vasilievich, Pushkareva Nataliya Vyacheslavovna, Zver'Kova Veronika Gennadievna | j                                          |
| Taiwan                                          |      | | n                                          |
| Taiwan Red                                      |      | | c, d                                       |
| Tajamar Fca                                     |      | Züchter: Inst.De Horticultura | j                                          |
| Tajana                                          |      | | c                                          |
| Tajfun                                          |      | Züchter: Horal Jiri, Klapste Petr | j, o                                       |
| Tajo                                            |      | Züchter: Clause Semences Sa (Fr) | j                                          |
| Takana                                          |      | | j                                          |
| Takii Midhy 195                                 |      | Züchter: Hatanaka Makoto, Takagi Motoyuki | j, o                                       |
| Takii Mini 196                                  |      | Züchter: Hatanaka Makoto, Takagi Motoyuki | j, o                                       |
| Takii Odama 193                                 |      | | o                                          |
| Takii Oodama 193                                |      | Züchter: Hatanaka Makoto, Takagi Motoyuki | j                                          |
| Takii Oodama 194                                |      | Züchter: Hatanaka Makoto, Takagi Motoyuki | j, o                                       |
| Takii Oodama 201                                |      | Züchter: Hatanaka Makoto, Takagi Motoyuki | j, o                                       |
| Takoma                                          |      | | j                                          |
| Takumi                                          |      | Züchter: Takii & Co. Ltd. | j, o                                       |
| Tala Tj                                         |      | | j                                          |
| Talachin                                        |      | | n                                          |
| Talalichin                                      |      | | g, h                                       |
| Talalichinsky                                   |      | | g, h                                       |
| Talalikhin 186 (oder: Talalihin 186)            |      | | c, d, g, h, j                              |
| Talant                                          |      | Züchter: Gavrish Sergej Fedorovich, Morev Viktor Vasilievich, Amcheslavskaya Elena Valentinovna, Volok Olga Anatolievna, Patsuriya Dzheneri Vladimirovich, Korol Valentin Grigorievich, Gavrish Fedor Sergeevich                                                                    | j, o                                       |
| Talar                                           |      | Züchter: Przedsiebiorstwo Nasiennictwa Ogrodniczego I Szkolkarstwa Spolka Akcyjna W Upadlosci Likwidacyjnej | j                                          |
| Talavera                                        |      | Züchter: Petoseed Co.Inc. | j                                          |
| Talayon                                         |      | Züchter: Vilmorin Sa (Fr) | j                                          |
| Talbot Russian                                  |      | | c, d                                       |
| Talent                                          |      | Züchter: Esasem Spa | e, g, h, j                                 |
| Talent Cream                                    |      | | c, m                                       |
| Talent Gelb                                     |      | | c, m                                       |
| Tales                                           |      | | j                                          |
| Talete                                          |      | Züchter: Tera Seeds Srl Cons. | j                                          |
| Talgarka                                        |      | | c, d                                       |
| Talia                                           |      | | j                                          |
| Talip 9 T 2021                                  |      | | j                                          |
| Talisman                                        |      | Züchter: Kondratieva Irina Yurievna, Kandoba Elena Evgenievna | j, o                                       |
| Talismán                                        |      | | j                                          |
| Talitsa                                         |      | Züchter: Gavrish Sergej Fedorovich, Morev Viktor Vasilievich, Amcheslavskaya Elena Valentinovna, Degovtsova Tatiyana Vladimirovna, Volok Olga Anatolievna | j                                          |
| Talk:Lucky Cross                                |      | | d                                          |
| Talk:Sakharnyi Bizon                            |      | | d                                          |
| Talladega                                       |      | | j                                          |
| Talon                                           |      | Züchter: Instytut Ogrodnictwa \Przedsiebiorstwo Nasiennictwa Ogrodniczego I Szkolkarstwa W Ozarowie Mazowieckim Spolka Z O.O. | c, j, o                                    |
| Taluka                                          |      | Züchter: Nirit Seeds Ltd (Il) | j                                          |
| Talya                                           |      | Züchter: Semillas Fito, S.A. | j, o                                       |
| Tamai                                           |      | | j                                          |
| Tamam                                           |      | Züchter: Rijk Zwaan Zaadteelt En Zaadhandel Bv (Nl) | j                                          |
| Taman                                           |      | Züchter: Alekseev Yurij Borisovich | j                                          |
| Tamanec                                         |      | | g, h                                       |
| Tamara                                          |      | Züchter: Novartis Seeds Bv (Nl) | c, d, j, m                                 |
| Tamarillo                                       |      | Züchter: Nirit Seeds Ltd | j                                          |
| Tamaris                                         |      | Züchter: Clause Semences Sa (Fr) | j                                          |
| Tamata                                          |      | | g, h                                       |
| Tamatem                                         |      | | g, h                                       |
| Tamboer                                         |      | | j                                          |
| Tambovski Urozajnyi 340                         |      | | n                                          |
| Tambovskij                                      |      | | c, d                                       |
| Tambovskij Urosainyj                            |      | | g, h                                       |
| Tambovskiy Urozhainyi 340                       |      | | d                                          |
| Tamburino                                       |      | | j, o                                       |
| Tamech                                          |      | | j                                          |
| Tamehr                                          |      | | j                                          |
| Tamerlan                                        |      | Züchter: Gavrish Sergej Fedorovich, Morev Viktor Vasilievich, Amcheslavskaya Elena Valentinovna, Volok Olga Anatolievna | j                                          |
| Tamesis                                         |      | Züchter: Degreef Paul | j, o                                       |
| Tami                                            |      | Züchter: Nirit Seeds Ltd (Il) | j                                          |
| Tamina                                          |      | Züchter: Jeong Hae-Boong, Chae, Young, Myeoung-Cheoul Cho, Yang, Eun-Young | c, d, f, g, h, j, o                        |
| Tamnara                                         |      | Züchter: Jeong Hae-Bong, Kang Kwang-Yoon, Jo Mi-Ae, Noh Il-Rae, Kim Hoe-Tae | j, o                                       |
| Tampico                                         |      | | j                                          |
| Tamseurye                                       |      | Züchter: Jeong Hae-Boong, Roh, Il-Rae, Cheong, Jae-Woan, Jeong, Ho-Jeong, Cho Myoung-Hwan, Park Jin-Myeon | j, o                                       |
| Tamu Chico III                                  |      | | g, h                                       |
| Tamu-Joy                                        |      | | c, d                                       |
| Tan Tom                                         |      | | c, d                                       |
| Tanaki                                          |      | | j                                          |
| Tanana                                          |      | | c, d                                       |
| Tancredi                                        |      | Züchter: S.A.I.S. Societá Agricola Italiana Sementi | j                                          |
| Tandori                                         |      | Züchter: Tezier Sa (Fr) | j                                          |
| Tanets                                          |      | Züchter: Rudikovskij Aleksandr Viktorovich | j                                          |
| Tangele                                         |      | | g, h                                       |
| Tangella                                        |      | Züchter: Domaine Public (Fr) | c, d, e, g, h, j, k, m, n, o               |
| Tangerine                                       |      | Züchter: Domaine Public (Fr) | c, d, e, g, h, j, m, n                     |
| Tangerino                                       |      | Züchter: United Genetics Seeds Co. | j                                          |
| Tango                                           |      | Züchter: Clause Semences Sa (Fr) | j                                          |
| Tangra                                          |      | Züchter: Vilmorin Sa (Fr) | j, o                                       |
| Tanguero                                        |      | Züchter: Meridiem Seeds S.L. | j                                          |
| Tanguy                                          |      | | j                                          |
| Tania                                           |      | Züchter: Monsanto Holland Bv, Westeinde 161, 1601 Bm Enkhuizen, The Netherlands | j, o                                       |
| Tanis                                           |      | | j                                          |
| Tanja                                           |      | Züchter: W Weibull | j, o                                       |
| Tank                                            |      | | j                                          |
| Tankini                                         |      | Züchter: Gautier Semences Sas (Fr) | j                                          |
| Tano                                            |      | | j                                          |
| Tantale                                         |      | Züchter: Gautier Semences Sas (Fr) | j                                          |
| Tante Ci                                        |      | | c, d                                       |
| Tanunda Red                                     |      | | d                                          |
| Tanya                                           |      | | j                                          |
| Tanyos                                          |      | | j, o                                       |
| Tanzimech                                       |      | | j                                          |
| Taos                                            |      | | c, d                                       |
| Taos Trail                                      |      | | c, d                                       |
| Tapir                                           |      | Züchter: Tezier Sa (Fr) | j                                          |
| Taplani Konzerv                                 |      | | g, h                                       |
| Tappy's Finest                                  |      | | c, d, f, k                                 |
| Tappy's Heritage                                |      | | c, d, e                                    |
| Taps                                            |      | | b, c, d, e, g, h, k, n                     |
| Tarallo                                         |      | Züchter: Isi Sementi Spa | j                                          |
| Tarando                                         |      | Züchter: Golden West Seed Research Co. | j                                          |
| Tarantely                                       |      | Züchter: Nunhems B.V. | j                                          |
| Tarantino                                       |      | Züchter: Enza Zaden B.V. | j, o                                       |
| Tarasenko                                       |      | | c, e, g, h                                 |
| Tarasenko 2                                     |      | | c, d                                       |
| Tarasenko 6                                     |      | | c, d                                       |
| Tarasque                                        |      | Züchter: Vilmorin Sa (Fr) | j                                          |
| Taray                                           |      | | j, o                                       |
| Tarda                                           |      | | g, h                                       |
| Tarfaya                                         |      | | j                                          |
| Target                                          |      | | j                                          |
| Target N (oder: At-22)                          |      | | j                                          |
| Targinnie Red                                   |      | | c, d                                       |
| Targitay                                        |      | Züchter: Degreef Paul | j, o                                       |
| Tarifa                                          |      | | j                                          |
| Tarija                                          |      | | j                                          |
| Tarim                                           |      | | j                                          |
| Taro                                            |      | | j                                          |
| Taromate                                        |      | | c, n                                       |
| Taroni                                          |      | | j                                          |
| Tarpan                                          |      | | j                                          |
| Tarquito                                        |      | Züchter: Enza Zaden Beheer B.V. | j                                          |
| Tarzan                                          |      | Züchter: Greenroad | j, n, o                                    |
| Tasha                                           |      | Züchter: Hazera Genetics Ltd (Il) | j                                          |
| Tasman                                          |      | | j                                          |
| Tasmanian Blushing Yellow                       |      | | c, d                                       |
| Tasmanian Chocolate                             |      | | c, d, e                                    |
| Tasmin                                          |      | | j                                          |
| Tastery                                         |      | Züchter: Rijk Zwaan Zaadteelt En Zaadhandel B.V. | j                                          |
| Tasti Lee                                       |      | Züchter: Bejo Zaden B.V. | j                                          |
| Tasti-Lee F1                                    |      | | c, d                                       |
| Tastier                                         |      | | j                                          |
| Tastolino                                       |      | Züchter: Nunhems B.V. | j                                          |
| Tasty                                           |      | | e, j                                       |
| Tasty Evergreen                                 |      | | c, d                                       |
| Tasty F1                                        |      | | j                                          |
| Tastyno                                         |      | Züchter: Gautier Semences Sas (Fr) | j                                          |
| Tastywine                                       |      | | d                                          |
| Tatami                                          |      | Züchter: Rijk Zwaan Zaadteelt En Zaadhandel B.V. | j, o                                       |
| Tatar Of Mongolistan                            |      | | c, d                                       |
| Tatiana                                         |      | Züchter: S & G Seeds Bv (Nl) | c, j                                       |
| Tatin                                           |      | | j, o                                       |
| Tatiyana                                        |      | Züchter: Zhidkova Valentina Andreevna, Mihed Valentina Stepanovna, Altuhov Yurij Petrovich, Arhipova Tatiyana Petrovna | j                                          |
| Tatjana                                         |      | | d                                          |
| Tatou                                           |      | Züchter: Institut National De La Recherche Agronomique (Fr)/Sonito (Fr) | j                                          |
| Tattoo                                          |      | Züchter: Vikima Seed A.S. | j                                          |
| Tatura                                          |      | | c, d                                       |
| Taubenherz (oder: Coeur de Pigeon)              |      | | c, m, n                                    |
| Taupo                                           |      | Züchter: De Ruiter Seeds | c, d, j                                    |
| Tauraso                                         |      | Züchter: Tera Seeds Srl Cons. | j                                          |
| Taurino                                         |      | | j                                          |
| Tauro                                           |      | | j                                          |
| Taurus                                          |      | Züchter: Esasem Spa | c, d, j                                    |
| Taverna                                         |      | Züchter: Zeraim Gedera Ltd (Il) | j                                          |
| Tavira                                          |      | Züchter: Novartis Seeds B.V. | j, o                                       |
| Tavricheskij                                    |      | Züchter: Tarasov Yurij Dmitrievich | j                                          |
| Taweret                                         |      | Züchter: Syngenta Seeds B.V. | j                                          |
| Taxi                                            |      | | c, d, j, k                                 |
| Tayama                                          |      | Züchter: Isi Sementi Spa | j                                          |
| Tayfun                                          |      | | j                                          |
| Taygete                                         |      | Züchter: Zeraim Gedera Ltd (Il) | j, o                                       |
| Taylor                                          |      | Züchter: Degreef Paul | c, d, j, o                                 |
| Taylor Lacey Leaf                               |      | | c, d, e, e, g, h                           |
| Taymyr                                          |      | Züchter: Rijk Zwaan Zaadteelt En Zaadhandel B.V. | j, o                                       |
| Tazlari 2                                       |      | | g, h                                       |
| Tb 5375 Rz                                      |      | Züchter: Rijk Zwaan Zaadteelt En Zaadhandel B.V. | j, o                                       |
| Tb 5461 Rz                                      |      | Züchter: Rijk Zwaan Zaadteelt En Zaadhandel B.V. | j, o                                       |
| Tb 5470 Rz                                      |      | Züchter: Rijk Zwaan Zaadteelt En Zaadhandel B.V. | j, o                                       |
| Tb 5501 Rz                                      |      | Züchter: Rijk Zwaan Zaadteelt En Zaadhandel B.V. | j                                          |
| Tb 5609 Rz                                      |      | Züchter: Rijk Zwaan Zaadteelt En Zaadhandel B.V. | j, o                                       |
| Tb 8016                                         |      | Züchter: Tokita Seed Co., Ltd. | j                                          |
| Tbilisi                                         |      | | c, d                                       |
| Tc 2000                                         |      | Züchter: Tomato Colors Soc. Coop. | j                                          |
| Tc 4000                                         |      | Züchter: Tomato Colors Soc. Coop. | j                                          |
| Tc 701                                          |      | | j, o                                       |
| Tc 800                                          |      | | j, o                                       |
| Tchyornyi Gigant                                |      | | d                                          |
| Tck 15                                          |      | | j, o                                       |
| Tcp 1290                                        |      | | j                                          |
| Tcp 1461                                        |      | | j                                          |
| Td 1                                            |      | | j                                          |
| Td 3301                                         |      | | j                                          |
| Teardrop                                        |      | | c, d, g, h                                 |
| Teardrops                                       |      | | e                                          |
| Tebas                                           |      | Züchter: Western Seed España, S.A. | j                                          |
| Techwonder                                      |      | | j                                          |
| Tecnos                                          |      | | j                                          |
| Tecoh Teepee                                    |      | | c, d                                       |
| Tectonic                                        |      | Züchter: Nunhems B.V. | j                                          |
| Ted's Pink Currant                              |      | | c, d, e                                    |
| Tee Mo Or                                       |      | | c, d, e, g, h                              |
| Teepee                                          |      | | c, d                                       |
| Tegucigalpa                                     |      | | b, c, d, e, g, h, n                        |
| Tegula                                          |      | | j                                          |
| Tehas                                           |      | Züchter: Gavrish Sergej Fedorovich, Morev Viktor Vasilievich, Amcheslavskaya Elena Valentinovna, Degovtsova Tatiyana Vladimirovna, Volok Olga Anatolievna | j                                          |
| Teide                                           |      | | j, o                                       |
| Tejo                                            |      | | j, o                                       |
| Tekila                                          |      | Züchter: Novartis Seeds Bv (Nl) | j                                          |
| Tekir 5210                                      |      | | j                                          |
| Tekkis                                          |      | Züchter: Rijk Zwaan Zaadteelt En Zaadhandel B.V. | j                                          |
| Tekyla                                          |      | | j                                          |
| Tel Aviv Train                                  |      | | c, d                                       |
| Telemaco                                        |      | Züchter: Syngenta Seeds B.V. | j, o                                       |
| Teleri                                          |      | Züchter: Hazera Genet./Yissum Rese | j, o                                       |
| Telets                                          |      | Züchter: Dederko Vladimir Nikolaevich, Postnikova Olga Valentinovna | j                                          |
| Telim                                           |      | | j                                          |
| Tella                                           |      | | j                                          |
| Tellino                                         |      | | j                                          |
| Tellus                                          |      | Züchter: L. Daehnfeldt A/S | j, o                                       |
| Telly                                           |      | Züchter: Southern Seed S.R.L. | j                                          |
| Telstar                                         |      | | j                                          |
| Telstar 30                                      |      | | j                                          |
| Temmuz                                          |      | | j                                          |
| Temnokrasnij (oder: Temnokrasnyj)               |      | | c, g, h                                    |
| Tempestiva                                      |      | | g, h                                       |
| Templar                                         |      | | j                                          |
| Tempo                                           |      | Züchter: Asgrow Seed Co., | c, g, h, j, o                              |
| Tempra                                          |      | | j                                          |
| Temprano De Lerida                              |      | | j                                          |
| Temptation                                      |      | | j                                          |
| Temryuk                                         |      | Züchter: Hovrin Aleksandr Nikolaevich, Tereshonkova Tatiyana Arkadievna, Klimenko Nikolaj Nikolaevich, Kostenko Aleksandr Nikolaevich | j                                          |
| Ten Foot Large Red Pole                         |      | | c, d                                       |
| Tenax                                           |      | Züchter: Isi Sementi Spa | j                                          |
| Tendence                                        |      | Züchter: Nunhems B.V. | j, o                                       |
| Tenelope                                        |      | Züchter: Hazera Genetics | j, o                                       |
| Tenera                                          |      | | g, h                                       |
| Tenerife                                        |      | Züchter: Hebrew Uni/Hazera | j, o                                       |
| Tenger                                          |      | | j                                          |
| Tennessee Black                                 |      | | c, d                                       |
| Tennessee Britches                              |      | | c, d, e, g, h                              |
| Tennessee Heirloom                              |      | | c, d                                       |
| Tennessee Suited                                |      | | d                                          |
| Tennessee Surprise                              |      | | c, d, k                                    |
| Tennessee Sweet                                 |      | | c, d, e, g, h, k                           |
| Tennessee Yellow Cherry                         |      | | c, d, k                                    |
| Tenor                                           |      | Züchter: Clause Semences Sa (Fr) | j                                          |
| Tenorio                                         |      | Züchter: Clause - Tezier (Fr) | j, o                                       |
| Tentazion                                       |      | Züchter: Clause Semences Sa (Fr) | j                                          |
| Tenuis                                          |      | | g, h                                       |
| Teodoro                                         |      | Züchter: Isi Sementi Spa | j                                          |
| Teory                                           |      | | j                                          |
| Teory F1                                        |      | | j                                          |
| Teplicnyj 200                                   |      | | g, h                                       |
| Teplicnyj Nikulina                              |      | | g, h                                       |
| Tepo                                            |      | | j                                          |
| Tequila                                         |      | | j                                          |
| Terek                                           |      | Züchter: Gorshkova Nina Sergeevna, Hovrin Aleksandr Nikolaevich, Tereshonkova Tatiyana Arkadievna, Klimenko Nikolaj Nikolaevich | j                                          |
| Teremok                                         |      | Züchter: Andreeva Evgeniya Nikolaevna, Nazina Sofiya Luisovna, Bogdanov Kirill Borisovich, Ushakova Mariya Ivanovna | j                                          |
| Terenzo                                         |      | Züchter: Mr.J.D.Burrows | j, o                                       |
| Teresa (oder: Tereza)                           |      | | j                                          |
| Teresa A                                        |      | | j                                          |
| Terhune                                         |      | | c, d, e, f                                 |
| Terion                                          |      | | c, j                                       |
| Terma                                           |      | Züchter: Valve Jaagus 90 %, Maia Raudseping 10 % | j, o                                       |
| Terminata                                       |      | | g, h                                       |
| Terminator                                      |      | Züchter: Eugen Seed S.R.L. | j                                          |
| Ternetto                                        |      | Züchter: Rijk Zwaan Zaadteelt En Zaadhandel B.V. | j, o                                       |
| Terra                                           |      | Züchter: Royal Sluis France Sarl (Fr) | j                                          |
| Terra Cota                                      |      | Züchter: Partok Yonat | j                                          |
| Terra Cotta                                     |      | Züchter: Zeraim Gedera Ltd (Il) | j, o                                       |
| Terra Roja                                      |      | Züchter: Zeraim Gedera Ltd (Il) | j                                          |
| Terradou                                        |      | Züchter: Agri Obtentions Sa (Fr)/Institut National De La Recherche Agronomique (Fr) | j                                          |
| Terrano                                         |      | Züchter: Agrogene Inc | j                                          |
| Terranova                                       |      | Züchter: Isi Sementi Spa | j, o                                       |
| Terreno Ps                                      |      | Züchter: Seminis Veget.Seeds Inc | j, o                                       |
| Terrific                                        |      | | k                                          |
| Terrific Vfn                                    |      | Züchter: Petoseed Co.Inc. | j                                          |
| Tersol                                          |      | | j                                          |
| Tesar                                           |      | Züchter: Intersemillas | j, o                                       |
| Teshub                                          |      | | j                                          |
| Tesoro                                          |      | Züchter: De Ruiter Seeds | j, o                                       |
| Tess                                            |      | Züchter: Pioneer Hi-Bred Italia Servizi Agronomici Srl | j                                          |
| Tess Land Race Currant                          |      | | e                                          |
| Tess's Land Race                                |      | | c                                          |
| Tess's Land Race Currant                        |      | | d                                          |
| Tessa                                           |      | | j                                          |
| Tessera                                         |      | | j                                          |
| Testa                                           |      | | j                                          |
| Testa F1                                        |      | | g, h                                       |
| Tetis                                           |      | Züchter: Zeraim Gedera Ltd (Il) | j, o                                       |
| Tetoma                                          |      | Züchter: Plant Genetics Inc | j, o                                       |
| Téton De Vénus                                  |      | Züchter: Domaine Public (Fr) | d, e, g, h, j                              |
| Téton De Venus Jaune                            |      | Züchter: Domaine Public (Fr) | c, d, j                                    |
| Tetra                                           |      | | j                                          |
| Tetraline                                       |      | Züchter: Tezier Sa (Fr) | j                                          |
| Tetri Lobio                                     |      | | g, h                                       |
| Tettie                                          |      | Züchter: Hazera Ltd/Yissum Research (Il) | j                                          |
| Tetya Valya                                     |      | Züchter: Muzhilko Viktor Valentinovich, Tarasov Yurij Dmitrievich | j                                          |
| Tevere                                          |      | | j                                          |
| Texas                                           |      | | j                                          |
| Texas Kansas Marketer                           |      | | c, d                                       |
| Texas Pink                                      |      | | c, d                                       |
| Texas Star                                      |      | | c, d, f, k                                 |
| Texas Wild                                      |      | | d, k                                       |
| Texas Wild Cherry                               |      | | c                                          |
| Texas Yellow                                    |      | | d                                          |
| Texel                                           |      | | j                                          |
| Textol W-7                                      |      | | c, d                                       |
| Texwine                                         |      | | f                                          |
| Tezal                                           |      | | j                                          |
| Tezer                                           |      | | j                                          |
| Tezier Prim                                     |      | | g, h                                       |
| Tezier Prime                                    |      | | c                                          |
| Th 030008                                       |      | | j                                          |
| Th 99802                                        |      | | j                                          |
| Th 99806                                        |      | | j                                          |
| Thai Malai                                      |      | | c, d                                       |
| Thai Phara                                      |      | | c, d                                       |
| Thai Pink                                       |      | | c, d, e, g, h                              |
| Thai Pink Egg                                   |      | | d, k                                       |
| Thai Pink Pear                                  |      | | c, d                                       |
| Thai Red Turtle Egg                             |      | | c, d                                       |
| Thai Soda                                       |      | |                                            |
| Thailand                                        |      | | c                                          |
| Thalassa                                        |      | | j                                          |
| Thales                                          |      | | j                                          |
| Thalis                                          |      | Züchter: Clause Semences Sa (Fr) | j                                          |
| Tharros                                         |      | | j                                          |
| The Alpatev's                                   |      | | g, h                                       |
| The Amateur                                     |      | | c, g, h, j, o                              |
| The Dutchman                                    |      | | c, d                                       |
| The Giant                                       |      | | c, d, g, h                                 |
| The King Of Giants                              |      | | d                                          |
| The Miracle Bpf                                 |      | | c, d                                       |
| The Orange                                      |      | | c, d, e, g, h                              |
| The President                                   |      | | g, h                                       |
| The Sun                                         |      | | g, h                                       |
| The Very Best                                   |      | | g, h                                       |
| Theater                                         |      | Züchter: Nunhems B.V. | j                                          |
| Thecla                                          |      | | j                                          |
| Thelma                                          |      | Züchter: S & G Seeds B.V. | j                                          |
| Thelxi                                          |      | Züchter: Hazera Genetics | j, o                                       |
| Theo                                            |      | Züchter: Esasem Spa | j                                          |
| Theorem                                         |      | Züchter: Nunhems B.V. | j, o                                       |
| Theorema                                        |      | Züchter: Degreef Paul | j, o                                       |
| Thesis                                          |      | | j                                          |
| Thessaloniki                                    |      | Züchter: Domaine Public (Fr) | c, d, f, j, k                              |
| Thick And Fat                                   |      | | c                                          |
| Thieneman's Australian Heart                    |      | | k                                          |
| Thilde                                          |      | | j, o                                       |
| Thipo                                           |      | Züchter: Kogi Katsukuni, Taniguchi Shigeru, Aoki Sawayuki, Kondo Koichi, Yoshida Tsutomu | j, o                                       |
| Thira                                           |      | Züchter: Ferry Morse | j, o                                       |
| Thomas                                          |      | Züchter: Novartis Seeds B.V. | c, d, f, j, o                              |
| Thomas Green                                    |      | | n                                          |
| Thompson Seedless                               |      | | c, e, g, h                                 |
| Thompson Seedless Grape                         |      | | d, g, h                                    |
| Thompson Seedling Cream                         |      | | m                                          |
| Thompson Seedling Green                         |      | | m                                          |
| Thonino                                         |      | | j                                          |
| Thonyno                                         |      | Züchter: Zeta Seeds S.L. | j                                          |
| Thor                                            |      | | j                                          |
| Thoriya                                         |      | | j                                          |
| Three Sisters                                   |      | | d                                          |
| Thula                                           |      | | j                                          |
| Thule                                           |      | | j                                          |
| Thunder Creek                                   |      | | c, d                                       |
| Thuraya                                         |      | | j, o                                       |
| Tiarino                                         |      | Züchter: Rijk Zwaan Zaadteelt En Zaadhandel B.V. | j, o                                       |
| Tiberio                                         |      | Züchter: Intersemillas | j, o                                       |
| Tibet Apple (oder: Tibet Appel)                 |      | | c, d, e, g, h                              |
| Tica                                            |      | Züchter: Kultursaat e. V. | c, j                                       |
| Tice's Yellow Better Boy                        |      | | c, d                                       |
| Ticino                                          |      | | j                                          |
| Tidwell German                                  |      | | c, d, e, g, h, k                           |
| Tien-Min                                        |      | | c, d                                       |
| Tiesto                                          |      | | o                                          |
| Tiësto                                          |      | | j                                          |
| Tiffan                                          |      | | c, d                                       |
| Tiffany                                         |      | Züchter: Royal Sluis France Sarl (Fr) | j                                          |
| Tiffany F1                                      |      | | c, d                                       |
| Tiffen Mennonite                                |      | | b, c, d, e, g, h, n                        |
| Tifi                                            |      | Züchter: C.R.A. - Centro di Ricerca per L'Orticoltura (Pontecagnano, Sa) | j                                          |
| Tifnit                                          |      | | j                                          |
| Tifon                                           |      | Züchter: Semillas Almeria I+D, S.L. | j, o                                       |
| Tifón                                           |      | | j                                          |
| Tiganesti                                       |      | | g, h                                       |
| Tiger                                           |      | Züchter: Agro-Tip Handels- und Consultingges. mbH | c, d, j                                    |
| Tiger Flesh                                     |      | | c, e, f                                    |
| Tiger Paw                                       |      | | c, d, e, g, h, k                           |
| Tiger Stripe                                    |      | | d                                          |
| Tiger Striped                                   |      | | c, g, h, m, n                              |
| Tiger Tom                                       |      | | c, d                                       |
| Tiger Von Wolfenbüttel                          |      | | c                                          |
| Tiger-Like                                      |      | | d                                          |
| Tigerella                                       |      | Herkunft: Russland | b, c, d, e, f, g, h, j, k, m, o            |
| Tigerette                                       |      | | d, e, g, h                                 |
| Tigerette Cherry                                |      | | j, n, o                                    |
| Tigerette Cherry Gelb                           |      | | c                                          |
| Tigerette Cherry Rot                            |      | | c                                          |
| Tigerilla Orange Grün                           |      | | n                                          |
| Tigerilla Rot Gelb                              |      | | n                                          |
| Tigerilla Rot Gelb Grün                         |      | | n                                          |
| Tigerly                                         |      | | c, d                                       |
| Tigrella Bicolore                               |      | Züchter: Domaine Public (Fr) | j                                          |
| Tigrenok                                        |      | Züchter: Kachajnik Vladimir Georgievich, Gul'Kin Mihail Nikolaevich, Karmanova Olga Alekseevna, Matyunina Svetlana Vladimirovna | j                                          |
| Tigri                                           |      | Züchter: Asgrow Seed Co., | j                                          |
| Tigris                                          |      | Züchter: Gavrish Sergej Fedorovich, Morev Viktor Vasilievich, Amcheslavskaya Elena Valentinovna, Volok Olga Anatolievna | j, n                                       |
| Tigro                                           |      | Züchter: Isi Sementi Spa | j                                          |
| Tigrottino                                      |      | Züchter: Blumen Group S.P.A | j                                          |
| Tigrotto                                        |      | Züchter: Blumen Group S.P.A | j                                          |
| Tigrovy                                         |      | | d                                          |
| Tigrus Karalis                                  |      | | c, d                                       |
| Tiguan                                          |      | Züchter: Rijk Zwaan Zaadteelt En Zaadhandel B.V. | j                                          |
| Tiguay                                          |      | Züchter: Seminis Veget.Seeds Inc | j                                          |
| Tiguskaritis                                    |      | | c                                          |
| Tikal                                           |      | Züchter: Peotec Seeds Srl | j                                          |
| Tikato                                          |      | Züchter: Monsanto Holland B.V. | j, o                                       |
| Tim's Black Ruffled (oder: Tim's Black Ruffles) |      | | c, d, f, k, m                              |
| Timanfaya                                       |      | Züchter: Rijk Zwaan Zaadteelt En Zaadhandel B.V. | j, o                                       |
| Timber                                          |      | | j                                          |
| Time                                            |      | | j                                          |
| Timenta                                         |      | Züchter: Gautier Semences Sas (Fr) | j                                          |
| Timmy                                           |      | | c, d                                       |
| Timofeich                                       |      | Züchter: Andreeva Evgeniya Nikolaevna, Nazina Sofiya Luisovna, Ushakova Mariya Ivanovna, Oktyabr'Skaya Tatiyana Anatolievna | c, d, j                                    |
| Timos                                           |      | Züchter: General Seed & Food Industries S.A. | a, j                                       |
| Timosha                                         |      | Züchter: Pivovarov Viktor Fedorovich, Sirota Sergej Mihajlovich, Mitrofanova Oksana Aleksandrovna, Kozar' Elena Georgievna, Bespal'Ko Lesya Vladimirovna, Balashova Irina Timofeevna, Pinchuk Elena Vladimirovna                                                                    | j                                          |
| Timotion                                        |      | Züchter: Seminis Vegetable Seeds Inc. | a, j                                       |
| Timoty                                          |      | | j                                          |
| Timpa                                           |      | Züchter: Vilmorin Sa (Fr) | j                                          |
| Timpurii De Tiganesti                           |      | | g, h                                       |
| Tina                                            |      | Züchter: Zeta Seeds, S.L. | j                                          |
| Tina's De Cabo                                  |      | | c, d                                       |
| Tindi                                           |      | | g, h                                       |
| Tindindogo                                      |      | | c, g, h                                    |
| Tinka                                           |      | | j                                          |
| Tinker                                          |      | | j, o                                       |
| Tinkwino                                        |      | Züchter: Nunhems B.V. | j, o                                       |
| Tino                                            |      | Züchter: Zeta Seeds, S.L. | j, o                                       |
| Tinsel                                          |      | | j                                          |
| Tintillo                                        |      | | j                                          |
| Tinto                                           |      | | j                                          |
| Tintoretto                                      |      | Züchter: Graines Gautier, S.A. | j, o                                       |
| Tiny Tiger                                      |      | | b, c, d, e, g, h                           |
| Tiny Tim                                        |      | | c, d, e, g, h, j, k, o                     |
| Tioga                                           |      | Züchter: Campbell Soup Company, Campbell Institute For Research And Technology | j, o                                       |
| Tip Gumberta                                    |      | | g, h                                       |
| Tip Top                                         |      | | c, d, e, g, h                              |
| Tipaza                                          |      | | j                                          |
| Tipico                                          |      | Züchter: Western Seed España, S.A. | j, o                                       |
| Tipiko                                          |      | Züchter: Isi Sementi Spa | j                                          |
| Tipo                                            |      | | j                                          |
| Tipton                                          |      | | g, h                                       |
| Tiraines                                        |      | | j                                          |
| Tiran 4                                         |      | | j, o                                       |
| Tirana                                          |      | Züchter: Clause Semences Sa (Fr) | j                                          |
| Tiraspolskij 125                                |      | | g, h                                       |
| Tiren                                           |      | Züchter: S.A.I.S. Societá Agricola Italiana Sementi | j                                          |
| Tirouge                                         |      | Züchter: Gautier Semences Sas (Fr) | j                                          |
| Tirreno                                         |      | Züchter: S.A.I.S. Societá Agricola Italiana Sementi | j                                          |
| Tirsa                                           |      | | j, o                                       |
| Tisey                                           |      | Züchter: Monsanto Holland B.V. | j                                          |
| Tisic                                           |      | | j, o                                       |
| Tison                                           |      | Züchter: Vilmorin Sa (Fr) | j                                          |
| Tissot                                          |      | Züchter: Nunhems B.V. | j                                          |
| Titan                                           |      | Züchter: Dutch American Plantbreeders Corp. | c, d, e, g, h, j                           |
| Titania                                         |      | | j                                          |
| Titanic                                         |      | | j                                          |
| Titanico                                        |      | | j, o                                       |
| Titanik                                         |      | Züchter: Ignatova Svetlana Ilyinichna, Gorshkova Nina Sergeevna | j                                          |
| Titanium                                        |      | | j                                          |
| Titano                                          |      | | j                                          |
| Tito                                            |      | | j                                          |
| Titron                                          |      | | j, o                                       |
| Titul                                           |      | | j                                          |
| Titus                                           |      | | j                                          |
| Tiutchevskij                                    |      | Züchter: Np Nii Ovoshchevodstva Zashchishchennogo Grunta, 107061, G.Moskva, Ul.Suvorovskaia, D. 32/34, Str. 2, Russia; Ooo Agrofirma Gavrish, 103287, G.Moskva, Ul.2Aia Khutorskaia, D. 11, Str. 1, Russia                                                                          | j, o                                       |
| Tivert                                          |      | Züchter: Gautier Semences Sas (Fr) | j                                          |
| Tiverta                                         |      | Züchter: Gautier Semences Sas (Fr) | j                                          |
| Tivi (oder: Es 2127)                            |      | | j                                          |
| Tivoli                                          |      | Züchter: Vikima Seed A.S. | j                                          |
| Tivolius                                        |      | Züchter: Vikima Seed A.S. | j                                          |
| Tiway                                           |      | Züchter: Seminis Veget.Seeds Inc | j, o                                       |
| Tiziano                                         |      | Züchter: Zeta Seeds S.L. | j                                          |
| Tjurhjärta                                      |      | | c                                          |
| Tjutcher                                        |      | | n                                          |
| Tjutchev                                        |      | | c, d, e                                    |
| Tl 10176                                        |      | | j                                          |
| Tl 42524                                        |      | | j                                          |
| Tlacolula                                       |      | | c, d                                       |
| Tlacolula Pink                                  |      | Züchter: Domaine Public (Fr) | j                                          |
| Tlacolula Ribbed                                |      | | b, c, e, g, h, k                           |
| Tlaloc                                          |      | Züchter: Juan Enrique Rodriguez Arellano/Jaime Sahagun Castellanos. | j, o                                       |
| Tm 0112                                         |      | Züchter: Sakata Seed Corporation | j                                          |
| Tm 10740                                        |      | | j                                          |
| Tm 241                                          |      | | j                                          |
| Tmae 683                                        |      | | j                                          |
| Tmag 666                                        |      | | j                                          |
| Tmas 122                                        |      | | j                                          |
| Tmos 038                                        |      | | j                                          |
| Tmt 510                                         |      | | k                                          |
| Tmt 521                                         |      | | k                                          |
| Tmt 555                                         |      | | k                                          |
| To 09 18 B                                      |      | Züchter: Shinohara Shigeru | j, o                                       |
| To 1251                                         |      | Züchter: Monsanto Holland B.V. | j, o                                       |
| To 1272                                         |      | | j                                          |
| To 1435                                         |      | Züchter: Giulio Bile | j                                          |
| To 2                                            |      | Züchter: Shinohara Shigeru | j, o                                       |
| To 5029 Rz                                      |      | Züchter: Rijk Zwaan Zaadteelt En Zaadhandel B.V. | j                                          |
| To 5276 Rz                                      |      | Züchter: Rijk Zwaan Zaadteelt En Zaadhandel B.V. | j                                          |
| To 5386 Rz                                      |      | Züchter: Rijk Zwaan Zaadteelt En Zaadhandel B.V. | j                                          |
| To 786                                          |      | Züchter: Syngenta Seeds B.V. | j                                          |
| Tobias                                          |      | | j                                          |
| Toboga                                          |      | | j                                          |
| Tobol                                           |      | | j                                          |
| Tobolsk                                         |      | Züchter: Bejo Zaden B.V. | c, d, j, k                                 |
| Tocan                                           |      | | c, d                                       |
| Tocayo                                          |      | | j                                          |
| Toccata                                         |      | Züchter: Hazera Genetics | j, o                                       |
| Toco 70                                         |      | | j                                          |
| Tocredo                                         |      | Züchter: Zeraim Seed Growers Company Ltd. | j                                          |
| Todd County Amish                               |      | | c, d, e, g, h, k                           |
| Toedebusch Pink                                 |      | | c, d                                       |
| Toffan                                          |      | Züchter: Mario Faraone Mennella | j                                          |
| Togo                                            |      | | g, h                                       |
| Togorific                                       |      | | c, d                                       |
| Tohumu                                          |      | | c                                          |
| Tointer                                         |      | | j                                          |
| Toivo                                           |      | Züchter: Bejo Zaden B.V. | j                                          |
| Tokyo Nfvr                                      |      | Züchter: Iida Shosuke, Kosuge Etsuo, Iijima Tsutomu, Kono Shin, Noro Takashi | j, o                                       |
| Toledo                                          |      | Züchter: Petoseed Co Inc (Us) | j                                          |
| Tolek                                           |      | Züchter: Torseed Przedsiebiorstwo Nasiennictwa Ogrodniczego I Szkolkarstwa S.A. | j                                          |
| Tolentina                                       |      | Züchter: Capital Genetic Ebt | j, o                                       |
| Toliman                                         |      | | j                                          |
| Tolin                                           |      | Züchter: Partok Yonat | j, o                                       |
| Tolli Roma                                      |      | | d                                          |
| Tolli Roman                                     |      | | c                                          |
| Tollinson's German                              |      | | c, d                                       |
| Tolstiak                                        |      | Züchter: Selekcijos Ir Seklininkystes Firma Manul | j, o                                       |
| Tolstji Dschek                                  |      | | c, d                                       |
| Tolstoi (oder: Tolstoj)                         |      | Züchter: Bejo Zaden B.V., P.O. Box 50, 1749 Zh Warmenhuizen Holland | j, o                                       |
| Tolstoi F1                                      |      | Züchter: Bejo Zaden | k                                          |
| Tolstoj                                         |      | | o                                          |
| Tolstushka                                      |      | Züchter: Gavrish Sergej Fedorovich, Kapustina Raisa Nikolaevna, Gladkov Dmitrij Sergeevich, Volkov Aleksandr Aleksandrovich, Semenova Anna Nikolaevna, Artemieva Galina Mihajlovna, Filimonova Yuliya Alekseevna, Redichkina Tatiyana Aleksandrovna                                 | j                                          |
| Tolstyachok                                     |      | | j                                          |
| Tolstyak                                        |      | Züchter: Lukiyanenko Anatolij Nikitovich, Dubinin Sergej Vladimirovich, Dubinina Irina Nikolaevna | j                                          |
| Tolstye Shchechki                               |      | Züchter: Kachajnik Vladimir Georgievich, Gul'Kin Mihail Nikolaevich, Karmanova Olga Alekseevna, Matyunina Svetlana Vladimirovna | j                                          |
| Tolstyj Botsman                                 |      | Züchter: Kudryavtseva Galina Aleksandrovna, Fotev Yurij Valentinovich, Altunina Lyubov' Petrovna | j                                          |
| Tolstyj Dzhek                                   |      | Züchter: Dederko Vladimir Nikolaevich, Postnikova Olga Valentinovna | j                                          |
| Tolstyj Karlson                                 |      | Züchter: Lukiyanenko Anatolij Nikitovich, Dubinin Sergej Vladimirovich, Dubinina Irina Nikolaevna | j                                          |
| Tolstyj Sosed                                   |      | Züchter: Lukiyanenko Anatolij Nikitovich, Dubinin Sergej Vladimirovich, Dubinina Irina Nikolaevna | j                                          |
| Tolteca                                         |      | Züchter: Syngenta Seeds B.V. | j, o                                       |
| Toltyl                                          |      | Züchter: Boaz Kaplan | j                                          |
| Toluca                                          |      | | j                                          |
| Tolyto                                          |      | Züchter: Rijk Zwaan Zaadteelt En Zaadhandel B.V. | j                                          |
| Tom 4-151                                       |      | | j                                          |
| Tom Capsi Went                                  |      | | j                                          |
| Tom Krasnyj                                     |      | Züchter: Potapov Pavel Nikolaevich, Zizina Yana Fedorovna | j                                          |
| Tom Mini                                        |      | Züchter: Potapov Pavel Nikolaevich, Zizina Yana Fedorovna | j                                          |
| Tom Patti's Italian Paste                       |      | | c, d                                       |
| Tom Wagner`s Gestreifte                         |      | | n                                          |
| Tom Zheltyj                                     |      | Züchter: Potapov Pavel Nikolaevich, Zizina Yana Fedorovna | j                                          |
| Tom's Yellow Wonder                             |      | | c, d                                       |
| Tom & Cherry                                    |      | Züchter: Zeta Seeds S.L. | j                                          |
| Toma                                            |      | | j                                          |
| Tomaccio                                        |      | | c, j                                       |
| Tomadose Des Comores                            |      | | c, d, e, g, h                              |
| Tomadose Des Comores Potato Leaf                |      | | d                                          |
| Tomaggio                                        |      | Züchter: Enza Zaden Beheer B.V. | j                                          |
| Tomagino                                        |      | Züchter: Enza Zaden Beheer B.V. | j, o                                       |
| Tomala                                          |      | Züchter: Rijk Zwaan Zaadteelt En Zaadhandel B.V. | j, o                                       |
| Tomaland                                        |      | Züchter: Syngenta Seeds B.V. | j, o                                       |
| Tomalien                                        |      | Züchter: Enza Zaden Beheer B.V. | j, o                                       |
| Tomama Bella                                    |      | | j                                          |
| Tomama Liza                                     |      | | j                                          |
| Tomande                                         |      | Züchter: Seminis Veget.Seeds Inc | j                                          |
| Tomango                                         |      | Züchter: A. V/D Windt | c, d, j                                    |
| Tomanova                                        |      | | j                                          |
| Tomapple                                        |      | Züchter: Watanabe Naoki, Osaki Shinsuke, Hagimori Manabu | j, o                                       |
| Tomaquet De Pera                                |      | | c                                          |
| Tomario                                         |      | Züchter: Asgrow Seed Company (Us) | j                                          |
| Tomas                                           |      | Züchter: Bejo Zaden B.V. | j                                          |
| Tomasito                                        |      | Züchter: Semillas Almeria I+D, S.L. | j, o                                       |
| Tomastrong                                      |      | | j, o                                       |
| Tomata De Penjar                                |      | | j                                          |
| Tomata Perita                                   |      | | g, h                                       |
| Tomate Angolano                                 |      | | g, h                                       |
| Tomate Aus Kreta                                |      | | d                                          |
| Tomate Bombitaito                               |      | | g, h                                       |
| Tomate Botellita                                |      | | g, h                                       |
| Tomate Calabacito Rojo                          |      | | d                                          |
| Tomate Cimarron                                 |      | | g, h                                       |
| Tomate Cimarrón Legendario                      |      | | g, h                                       |
| Tomate Cimarrón Rojo                            |      | | g, h                                       |
| Tomate Cimarrón Silvestre                       |      | | g, h                                       |
| Tomate Criollo                                  |      | | g, h                                       |
| Tomate De Cocina (oder: Tomate Cocina)          |      | | g, h                                       |
| Tomate De Ensalada                              |      | | g, h                                       |
| Tomate F1 Mongal                                |      | | j                                          |
| Tomate Imporio                                  |      | | g, h                                       |
| Tomate Jiga                                     |      | | g, h                                       |
| Tomate Jiguita                                  |      | | g, h                                       |
| Tomate Largo                                    |      | | g, h                                       |
| Tomate Liso                                     |      | | g, h                                       |
| Tomate Montesino                                |      | | g, h                                       |
| Tomate Perita                                   |      | | g, h                                       |
| Tomate Placero                                  |      | | g, h                                       |
| Tomate Pomme Rouge Du Montpellier               |      | | d                                          |
| Tomate Rinon                                    |      | | g, h                                       |
| Tomate Schlatt                                  |      | | f                                          |
| Tomaten 82                                      |      | Züchter: Hagimori Manabu, Watanabe Naoki, Osaki Shinsuke, Saito Hideaki | j, o                                       |
| Tomatiga De Ramellet                            |      | | j, o                                       |
| Tomatillo                                       |      | | g, h                                       |
| Tomatina                                        |      | Züchter: Sakata Seed America Inc (Us) | j                                          |
| Tomatito De Jalapa                              |      | | b, c, d, e, g, h, n                        |
| Tomato Chukambohon No 6 Go                      |      | Züchter: Ito Kimio, Uemura Shoji, Mochizuki Tatsuya, Ishiuchi Denji, Kanno Tsuguo | j, o                                       |
| Tomato Chukanbohon Kikyo No 1 Go                |      | Züchter: Kobayashi Tadakazu, Fujimori Motohiro, Serisawa Mitsuaki, Otani Fusao, Baba Hidemi, Goryu Kiyoshi, Oguchi Tomoji, Yanokuchi Yukio | j                                          |
| Tomato Chukanbohon No 10 Go                     |      | Züchter: Ishiuchi Denji, Yanokuchi Yukio, Fujino Masatake, Ishii Takanori, Uchiumi Toshiko, Okimura Makoto, Yui Susumu, Kawazu Yoichi, Kataoka Sono, Matsunaga Hiroshi | j, o                                       |
| Tomato Chukanbohon No 11 Go                     |      | Züchter: Matsunaga Hiroshi, Saito Atsushi, Yoshida Tatemi, Monma Shinji, Saito Takeo, Sato Takanori, Yamada Tomohiro | j, o                                       |
| Tomato Chukanbohon No 3 Go                      |      | Züchter: Kuriyama Takashi, Koyama Kunio, Yasui Hideo, Mochizuki Tatsuya, Hida Kenichi, Komochi Shoji, Kuniyasu Katsuto | j, o                                       |
| Tomato Chukanbohon No 4 Go                      |      | Züchter: Kuriyama Takashi, Koyama Kunio, Yasui Hideo, Mochizuki Tatsuya, Hida Kenichi, Komochi Shoji, Kuniyasu Katsuto | j, o                                       |
| Tomato Chukanbohon No 5 Go                      |      | Züchter: Kuriyama Takashi, Koyama Kunio, Yasui Hideo, Mochizuki Tatsuya, Hida Kenichi, Komochi Shoji, Kuniyasu Katsuto | j, o                                       |
| Tomato Chukanbohon No 7 Go                      |      | Züchter: Ito Kimio, Uemura Shoji, Mochizuki Tatsuya, Ishiuchi Denji, Kanno Tsuguo | j, o                                       |
| Tomato Chukanbohon No 8 Go                      |      | Züchter: Ito Kimio, Uemura Shoji, Ishiuchi Denji, Kanno Tsuguo, Mochizuki Tatsuya, Yoshikawa Hiroaki, Monma Shinji | j, o                                       |
| Tomato Chukanbohon No 9 Go                      |      | Züchter: Monma Shinji, Yoshida Tatemi, Narikawa Tomoaki, Matsunaga Hiroshi, Hida Kenichi, Sakata Yoshiteru, Sato Takanori | j, o                                       |
| Tomato Placero                                  |      | | g, h                                       |
| Tomato Tropic                                   |      | | g, h                                       |
| Tomatoberry                                     |      | | c                                          |
| Tomatoberry F1                                  |      | | d, f                                       |
| Tomatofest Italian Giant                        |      | | d                                          |
| Tomawak                                         |      | | j                                          |
| Tomazur                                         |      | |                                            |
| Tomba                                           |      | | j                                          |
| Tombello                                        |      | Züchter: Zeta Seeds, S.L. | j                                          |
| Tomberry Gelb (oder: Tomberry Yellow)           |      | | c                                          |
| Tomberry Rot (oder: Tomberry Red)               |      | Sehr kleine Früchte. Züchter: Littletom BV (NL) | c, Tomberry (abgerufen am 31. August 2016) |
| Tombola                                         |      | | j                                          |
| Tombolino                                       |      | Züchter: Mario Faraone Mennella | j, o                                       |
| Tombolino F1                                    |      | | c                                          |
| Tombor                                          |      | Züchter: Bejo Zaden B.V. | j                                          |
| Tomboy (oder: Tom Boy)                          |      | | c, d                                       |
| Tomcat                                          |      | | j                                          |
| Tomecherry                                      |      | Züchter: Zeta Seeds S.L. | j                                          |
| Tomee                                           |      | | j                                          |
| Tomeo                                           |      | Züchter: Isi Sementi Spa | j                                          |
| Tomesol White                                   |      | | c, d                                       |
| Tomi                                            |      | | j, o                                       |
| Tomic                                           |      | | j                                          |
| Tomile                                          |      | | j                                          |
| Tomillo                                         |      | Züchter: J.O. Taylor | j, o                                       |
| Tomimaru                                        |      | | j                                          |
| Tomimaru Muchoo                                 |      | Züchter: De Ruiter Seeds B.V. | c, j, o                                    |
| Tomira                                          |      | Züchter: S.A.I.S. Societá Agricola Italiana Sementi | j                                          |
| Tomis                                           |      | Züchter: Mihnea, Nadejda, Md, Grati, Maria, Md, Jacota, Anatolie, Md, Ganea, Anatol, Md, Lupascu, Galina, Md | j, o                                       |
| Tomito                                          |      | Züchter: Boni Angelo | j                                          |
| Tommy                                           |      | Züchter: Bejo Zaden B.V. | j                                          |
| Tommy Toe                                       |      | Züchter: Domaine Public (Fr) | b, c, d, e, f, g, h, j, k, m, n            |
| Tommy Toe Yellow                                |      | | c, d, e                                    |
| Tomoko                                          |      | Züchter: Bejo Zaden B.V. | j                                          |
| Tomorito                                        |      | Züchter: Tomatech R & D Israel L.T.D. | j, o                                       |
| Tomosa                                          |      | | a, j                                       |
| Tomperino                                       |      | Züchter: Hort Seed Mediterrani S.L. | j                                          |
| Tomperinos                                      |      | Züchter: Hort Seed Mediterrani S.L. | j                                          |
| Tomplus                                         |      | | j                                          |
| Tomsai                                          |      | Züchter: Nirit Seeds Limited | j                                          |
| Tomsk                                           |      | Züchter: Bejo Zaden B.V. | j, o                                       |
| Tomtato                                         |      | Züchter: Rijk Zwaan | j                                          |
| Tomyred                                         |      | Züchter: Peotec Seeds Srl | j, o                                       |
| Tonalba                                         |      | Züchter: Bejo Zaden B.V. | j                                          |
| Tondino                                         |      | | c, d                                       |
| Tondino Di Manduria                             |      | | c, d, k                                    |
| Tondino Maremmano                               |      | | c, d, j                                    |
| Tondino R. S.                                   |      | | g, h                                       |
| Tondino Raci                                    |      | | j                                          |
| Tondo                                           |      | | g, h, j                                    |
| Tondo F1 N. 130                                 |      | Züchter: Olter Srl (It) | j, o                                       |
| Tondo Giallo                                    |      | | b, d, e, f, g, h                           |
| Tondo Lischio Rosso                             |      | | g, h                                       |
| Tondo Liscio                                    |      | | c, d, m                                    |
| Tonga                                           |      | | j                                          |
| Tongarikun                                      |      | Züchter: Kawai Yoshifumi | j                                          |
| Toni's Round                                    |      | | d                                          |
| Tonnelet                                        |      | | c, d, e, f, g, h, k, m, n                  |
| Tonnelet Lf                                     |      | | g, h                                       |
| Tonopa                                          |      | | j                                          |
| Tonopah                                         |      | Züchter: Bejo Zaden B.V. | j                                          |
| Tontelle                                        |      | Züchter: Syngenta Crop Protection Ag | j, o                                       |
| Tonton                                          |      | | j                                          |
| Tony                                            |      | | j                                          |
| Tony 39                                         |      | | j                                          |
| Tony's Italian                                  |      | | c, d                                       |
| Tony's Large Red                                |      | | c, d                                       |
| Tony's Plum                                     |      | | c, d                                       |
| Top                                             |      | Züchter: Clause Semences Sa (Fr) | j                                          |
| Top 1140                                        |      | | j                                          |
| Top 1147 Coral                                  |      | Züchter: Amit Avidov | j                                          |
| Top 1173 Nacar                                  |      | Züchter: Amit Avidov | j                                          |
| Top 1177 Topacio                                |      | Züchter: Amit Avidov | j                                          |
| Top 1184 Opalo                                  |      | Züchter: Amit Avidov | j                                          |
| Top 1311 Ambar                                  |      | Züchter: Amit Avidov | j                                          |
| Top 20                                          |      | Züchter: Intersemillas | j                                          |
| Top 24                                          |      | Züchter: Intersemillas | j                                          |
| Top 2403                                        |      | Züchter: Noran, Shelef | j, o                                       |
| Top 25                                          |      | Züchter: Intersemillas | j                                          |
| Top 48                                          |      | Züchter: Clause Semences Sa (Fr) | j                                          |
| Top 9                                           |      | Züchter: Intersemillas | j                                          |
| Top Adara (oder: Topadara)                      |      | | j                                          |
| Top Adiff                                       |      | | j                                          |
| Top Amit                                        |      | | j                                          |
| Top Arbel                                       |      | | j, o                                       |
| Top Arija                                       |      | | j                                          |
| Top Arrif                                       |      | | j, o                                       |
| Top Assa                                        |      | | j                                          |
| Top Avital                                      |      | | j                                          |
| Top Beka                                        |      | | j, o                                       |
| Top Bental                                      |      | | j, o                                       |
| Top Bobby                                       |      | | j, o                                       |
| Top Boker                                       |      | | j                                          |
| Top Carmel                                      |      | | j                                          |
| Top Daya                                        |      | | j                                          |
| Top Doron (oder: Topdoron)                      |      | | j, o                                       |
| Top Eleni                                       |      | | j, o                                       |
| Top Golan                                       |      | | j                                          |
| Top Gun                                         |      | Züchter: Amit Avidov. | j, o                                       |
| Top Karibu                                      |      | | j, o                                       |
| Top Lotz                                        |      | | j                                          |
| Top Marzia                                      |      | | j                                          |
| Top Minimiel                                    |      | | j                                          |
| Top Myron                                       |      | | j, o                                       |
| Top Notch                                       |      | |                                            |
| Top Odem                                        |      | | j, o                                       |
| Top Pittam                                      |      | | j, o                                       |
| Top Racer                                       |      | Züchter: H.S.Heinz Company | j, o                                       |
| Top Ram                                         |      | | j, o                                       |
| Top Rammon                                      |      | | j                                          |
| Top Ravid                                       |      | | j                                          |
| Top Score                                       |      | | j, o                                       |
| Top Sinai                                       |      | | j, o                                       |
| Top Sirente                                     |      | | j, o                                       |
| Top Sirloin                                     |      | | c, d                                       |
| Top Stellina                                    |      | | j                                          |
| Top Titano                                      |      | | j, o                                       |
| Top Tyron                                       |      | | j, o                                       |
| Top Yielder                                     |      | | j                                          |
| Top Zmira                                       |      | | j                                          |
| Top Zoe                                         |      | | j                                          |
| Top Zohar                                       |      | | j                                          |
| Top-Model                                       |      | Züchter: Kudryavtseva Galina Aleksandrovna, Fotev Yurij Valentinovich, Kotel'Nikova Marina Aleksandrovna, Kondakov Sergej Nikolaevich | j                                          |
| Topacio                                         |      | Züchter: Amit Avidov | j                                          |
| Topadara                                        |      | | o                                          |
| Topadina                                        |      | | j, o                                       |
| Topalon                                         |      | | j, o                                       |
| Topanga                                         |      | | j                                          |
| Topassis                                        |      | | j, o                                       |
| Topatila                                        |      | | j, o                                       |
| Topaz                                           |      | Züchter: Domaine Public (Fr) | c, e, f, j                                 |
| Topazio                                         |      | Züchter: Multi Tohum San. Tic. A.S. | j                                          |
| Topinas                                         |      | | j                                          |
| Topkapi                                         |      | Züchter: Verschave Philippe | j, o                                       |
| Topla                                           |      | Züchter: Vilmorin Sa (Fr) | j                                          |
| Topmoon                                         |      | | j                                          |
| Topol                                           |      | | j                                          |
| Toporitk                                        |      | | j                                          |
| Topper                                          |      | | j                                          |
| Toppy                                           |      | | j                                          |
| Toprak                                          |      | | j                                          |
| Toproma                                         |      | | j                                          |
| Topset                                          |      | | j                                          |
| Topset Garden                                   |      | | c                                          |
| Topsin                                          |      | | j                                          |
| Topsin F1                                       |      | Züchter: Bejo Zaden | k                                          |
| Topspin                                         |      | Züchter: Bejo Zaden (Nl) | c, j, o                                    |
| Topspin F1                                      |      | | j                                          |
| Topsport                                        |      | | j, o                                       |
| Topsport F1                                     |      | | j                                          |
| Topsy Tom                                       |      | Züchter: Panamerican Seed | j, o                                       |
| Topsy Tom F1                                    |      | | c, d                                       |
| Toptyzhka                                       |      | Züchter: Hihluha Elena Aleksandrovna, Kornilov Aleksandr Stepanovich, Fedyaj Vladimir Petrovich, Zazherilo Kseniya Olegovna | j                                          |
| Toqui                                           |      | | j                                          |
| Tor                                             |      | Züchter: Esasem Spa | j                                          |
| Tor 9055                                        |      | Züchter: Esasem Spa | j, o                                       |
| Torak                                           |      | Züchter: Bejo Zaden B.V. | j                                          |
| Torbay                                          |      | Züchter: Bejo Zaden B.V. | j, o                                       |
| Torbay F1                                       |      | | j                                          |
| Torbej                                          |      | | j                                          |
| Torch                                           |      | | g, h, j                                    |
| Töre                                            |      | | j                                          |
| Torena                                          |      | Züchter: Produkcja I Hodowla Roslin Ogrodniczych Krzeszowice Sp. Z O.O. | j                                          |
| Torero                                          |      | Züchter: Tezier Sa (Fr) | j                                          |
| Tores                                           |      | Züchter: Semillas Fito, S.A. | j, o                                       |
| Torica's Croatian Bull Eye                      |      | | c                                          |
| Torino                                          |      | | j                                          |
| Torkvej                                         |      | | j                                          |
| Tormes                                          |      | Züchter: Syngenta Seeds B.V. | j                                          |
| Tornado                                         |      | Züchter: Asmer Seeds Ltd | j, o                                       |
| Tornádo                                         |      | | j                                          |
| Torneo                                          |      | Züchter: De Ruiter Seeds | j, o                                       |
| Tornillo                                        |      | | j                                          |
| Toro                                            |      | | j                                          |
| Toro Rosso                                      |      | Züchter: Cora Seeds | j                                          |
| Toronjina                                       |      | | j                                          |
| Toronto                                         |      | Züchter: Bejo Zaden B.V. | j, o                                       |
| Toropyzhka                                      |      | Züchter: Panchev Yurij Ivanovich, Panchev Yurij Yurievich, Tarasov Yurij Dmitrievich | j                                          |
| Torosa                                          |      | | g, h                                       |
| Torpeda                                         |      | Züchter: Avdeev Yurij Ivanovich, Kigashpaeva Olga Petrovna, Ivanova Lyudmila Mihajlovna, Avdeev Andrej Yurievich, Dzhabrailova Vera Yurievna | j                                          |
| Torpeder                                        |      | | j, o                                       |
| Torpedino                                       |      | | j, o                                       |
| Torpedo                                         |      | Züchter: H.S.Heinz Company | j, o                                       |
| Torquay                                         |      | Züchter: Bejo Zaden Bv (Nl) | j                                          |
| Torrano                                         |      | Züchter: S.A.I.S. Societá Agricola Italiana Sementi | j                                          |
| Torrente                                        |      | Züchter: Iberoseed Cia. Iberica De Semillas, S.L. | j, o                                       |
| Torreon                                         |      | Züchter: Bejo Zaden B.V. | j                                          |
| Torres                                          |      | Züchter: Isi Sementi Spa | j                                          |
| Torricelli                                      |      | | j                                          |
| Torry                                           |      | | j                                          |
| Tortila                                         |      | Züchter: Ovoshchnaia Opytnaia Stantsiia Tskha Im. V.I.Edelshtejna, 127550, G.Moskva, Ul.Pasechnaia, 5, Russia | j, o                                       |
| Tortilla                                        |      | | c, d                                       |
| Tortola                                         |      | | j                                          |
| Torun                                           |      | Züchter: Bejo Zaden B.V. | j                                          |
| Toryl                                           |      | Züchter: Syngenta Seeds B.V. | j, o                                       |
| Torzhok                                         |      | Züchter: Gavrish Sergej Fedorovich, Morev Viktor Vasilievich, Amcheslavskaya Elena Valentinovna, Degovtsova Tatiyana Vladimirovna, Volok Olga Anatolievna | j                                          |
| Tosal                                           |      | Züchter: Inia/Ivia | j, o                                       |
| Tosca                                           |      | | j                                          |
| Toscana                                         |      | | j                                          |
| Toscano                                         |      | | j                                          |
| Tosco                                           |      | | j                                          |
| Toska                                           |      | | g, h                                       |
| Toskanisches Ochsenherz                         |      | | n                                          |
| Tosmar                                          |      | Züchter: Bejo Zaden B.V. | j                                          |
| Totalle                                         |      | | j                                          |
| Totem                                           |      | Züchter: Floranova Group | c, d, j, o                                 |
| Totem F1                                        |      | | d                                          |
| Totito                                          |      | | j                                          |
| Toto                                            |      | | j                                          |
| Totorino                                        |      | | j                                          |
| Totoshka                                        |      | Züchter: Skvortsova Rufina Vasilievna, Gurkina Lyubov' Kirillovna, L'Vova Alina Yurievna | j                                          |
| Touareg                                         |      | | j                                          |
| Toucan                                          |      | Züchter: Clause Semences Sa (Fr) | j                                          |
| Tough Boy                                       |      | | j                                          |
| Tough Glow                                      |      | Züchter: Nakamura Kiyoshi | j, o                                       |
| Toukan                                          |      | Züchter: Bejo Zaden B.V. | j                                          |
| Toupie                                          |      | Züchter: Graines Volt | j                                          |
| Tourance                                        |      | | j                                          |
| Touria                                          |      | Züchter: Vilmorin Sa (Fr) | j                                          |
| Touring                                         |      | Züchter: S.A.I.S. Societá Agricola Italiana Sementi | j                                          |
| Tourist                                         |      | | j                                          |
| Touro                                           |      | | j, o                                       |
| Tovale                                          |      | Züchter: Rijk Zwaan Zaadteelt En Zaadhandel B.V. | j                                          |
| Tovaseshe                                       |      | | c, d                                       |
| Tovento                                         |      | Züchter: Rijk Zwaan Zaadteelt En Zaadhandel B.V. | j                                          |
| Tovi Cala                                       |      | Züchter: Zeraim Gedera Ltd. | j, o                                       |
| Tovi Can                                        |      | Züchter: Zeraim Gedera Ltd. | j, o                                       |
| Tovi Ebano                                      |      | Züchter: Zeraim Gedera Ltd. | j, o                                       |
| Tovi Fantasy                                    |      | Züchter: Zeraim Gedera Ltd. | j, o                                       |
| Tovi Green                                      |      | Züchter: Zeraim Gedera Ltd. | j, o                                       |
| Tovi King                                       |      | Züchter: Zeraim Gedera Ltd. | j, o                                       |
| Tovi Queen                                      |      | | j                                          |
| Tovi Ramo                                       |      | Züchter: Syngenta Crop Protection Ag | j                                          |
| Tovi Red                                        |      | | j                                          |
| Tovi Roca                                       |      | Züchter: Zeraim Gedera Ltd. | j, o                                       |
| Tovi Rosalia                                    |      | Züchter: Zeraim Gedera Ltd. | j, o                                       |
| Tovi Sacro                                      |      | Züchter: Syngenta Seeds B.V. | j                                          |
| Tovi Sol                                        |      | Züchter: Zeraim Gedera Ltd. | j, o                                       |
| Tovi Star                                       |      | Züchter: Zeraim Gedera Ltd. | j, o                                       |
| Tovi Sublime                                    |      | Züchter: Zeraim Gedera Ltd. | j, o                                       |
| Tovi Tesoro                                     |      | Züchter: Zeraim Gedera Ltd. | j, o                                       |
| Tovi Total                                      |      | Züchter: Syngenta Crop Protection Ag | j, o                                       |
| Tovi Vane                                       |      | Züchter: Zeraim Gedera Ltd. | j, o                                       |
| Townsville (oder: Taunsvill)                    |      | Züchter: Bejo Zaden Bv (Nl) | j                                          |
| Toy Boy                                         |      | | j                                          |
| Toyokoma                                        |      | Züchter: Fujino Masatake, Ishii Takanori, Ishiuchi Denji, Yanoguchi Yukio, Ito Kimio, Okimura Makoto, Yui Susumu, Uchiumi Toshiko | j, o                                       |
| Toyoto                                          |      | | j                                          |
| Tp 092                                          |      | | j                                          |
| Tp 120                                          |      | Züchter: Intersemillas | j, o                                       |
| Tp 143                                          |      | | j                                          |
| Tp 167                                          |      | | j                                          |
| Tp 20                                           |      | Züchter: Intersemillas | j, o                                       |
| Tp 24                                           |      | Züchter: Intersemillas | j, o                                       |
| Tp 243                                          |      | | j                                          |
| Tp 244                                          |      | | j                                          |
| Tp 25                                           |      | Züchter: Intersemillas | j, o                                       |
| Tp 333                                          |      | Züchter: Intersemillas | j, o                                       |
| Tp 9                                            |      | Züchter: Intersemillas | j, o                                       |
| Tr 5206 Rz                                      |      | Züchter: Rijk Zwaan Zaadteelt En Zaadhandel B.V. | j, o                                       |
| Tr 5207 Rz                                      |      | Züchter: Rijk Zwaan Zaadteelt En Zaadhandel B.V. | j, o                                       |
| Tr 5306 Rz                                      |      | Züchter: Rijk Zwaan Zaadteelt En Zaadhandel B.V. | j                                          |
| Tr 5396 Rz                                      |      | Züchter: Rijk Zwaan Zaadteelt En Zaadhandel B.V. | j                                          |
| Tr 5487 Rz                                      |      | Züchter: Rijk Zwaan Zaadteelt En Zaadhandel B.V. | j, o                                       |
| Tr 5565 Rz                                      |      | Züchter: Rijk Zwaan Zaadteelt En Zaadhandel B.V. | j                                          |
| Tr 5566 Rz                                      |      | Züchter: Rijk Zwaan Zaadteelt En Zaadhandel B.V. | j                                          |
| Tr 5567 Rz                                      |      | Züchter: Rijk Zwaan Zaadteelt En Zaadhandel B.V. | j, o                                       |
| Tr 5690 Rz                                      |      | Züchter: Rijk Zwaan Zaadteelt En Zaadhandel B.V. | j                                          |
| Tracie                                          |      | Züchter: Aker, R. | j, o                                       |
| Tracks                                          |      | Züchter: Seminis Vegetable Seeds Inc. | j                                          |
| Tracy                                           |      | Züchter: S & G Seeds B.V. | j                                          |
| Tradicia                                        |      | Züchter: Rijk Zwaan Zaadteelt En Zaadhandel B.V. | j, o                                       |
| Tradiro                                         |      | | j                                          |
| Tradition                                       |      | | j, o                                       |
| Trafalgar                                       |      | | j                                          |
| Traffic Jam                                     |      | | j, o                                       |
| Trajan                                          |      | | j                                          |
| Tralla                                          |      | Züchter: Intersemillas | j, o                                       |
| Trance                                          |      | Züchter: Syngenta Seeds B.V. | j, o                                       |
| Trandy                                          |      | | j                                          |
| Trans King                                      |      | Züchter: Ognev Valerij Vladimirovich, Klimenko Nikolaj Nikolaevich, Kostenko Aleksandr Nikolaevich, Sergeev Vladimir Valerievich | j                                          |
| Trans Novinka                                   |      | Züchter: Avdeev Yurij Ivanovich, Kigashpaeva Olga Petrovna, Ivanova Lyudmila Mihajlovna | j                                          |
| Trans Rio                                       |      | Züchter: Ognev Valerij Vladimirovich, Maksimov Sergej Vasilievich, Klimenko Nikolaj Nikolaevich, Kostenko Aleksandr Nikolaevich | j                                          |
| Transfero                                       |      | | j                                          |
| Transit                                         |      | | j                                          |
| Transparent                                     |      | Züchter: Domaine Public (Fr) | c, d, j                                    |
| Tranzit                                         |      | | j                                          |
| Trapalicek                                      |      | | c, d                                       |
| Trapesica                                       |      | | c                                          |
| Trapezica Tmv                                   |      | Züchter: B. Milkov, H. Georgiev, V. Sotirova, D. Popova, L. Krasteva | j                                          |
| Trapezitsa                                      |      | Züchter: B. Milkov, H. Georgiev, V. Sotirova, D. Popova, L. Krasteva | j                                          |
| Trapio                                          |      | Züchter: Ramiro Arnedo, S.A. | j, o                                       |
| Trasformi (oder: Ex Robusto Ex Ispave.1)        |      | Züchter: Istituto Sperimentale Per La Patologia Vegetale | j                                          |
| Traubentomate (oder: Grape Tomato)              |      | | c, d, e, g, h                              |
| Traveler                                        |      | | d                                          |
| Traveler 76                                     |      | | d                                          |
| Traviata                                        |      | | j, o                                       |
| Treasure Star                                   |      | Züchter: United Genetics | j                                          |
| Treasury                                        |      | | j                                          |
| Trebian                                         |      | Züchter: Meridiem Seeds, S.L. | j, o                                       |
| Trebol                                          |      | | j                                          |
| Trebus                                          |      | Züchter: Enza Zaden Beheer B.V. | j                                          |
| Tredicy                                         |      | Züchter: Syngenta Participations Ag | j                                          |
| Trees Bottom Yellow                             |      | | c, d                                       |
| Treff                                           |      | | g, h                                       |
| Trèfle Du Togo (oder: Togo Trèfle)              |      | | c, d, e, f, g, h                           |
| Tremendity                                      |      | Züchter: Bhn Seed/Research | j, o                                       |
| Tremolo                                         |      | Züchter: Enza Zaden Beheer B.V. | j, o                                       |
| Trend                                           |      | | j                                          |
| Trend 9T8334                                    |      | | j                                          |
| Trendy                                          |      | | j                                          |
| Trenton's Tiger                                 |      | | c, d                                       |
| Tres Cantos                                     |      | | c, d, e, f, j, m, o                        |
| Tres Cantos Fito                                |      | | c                                          |
| Tresbon                                         |      | Züchter: Meridiem Seeds, S.L. | j                                          |
| Tresco                                          |      | | j                                          |
| Tresor                                          |      | Züchter: Clause S.A. | j                                          |
| Tresqua                                         |      | | j                                          |
| Tresure                                         |      | Züchter: Hazera Genetics Ltd | j                                          |
| Trevis                                          |      | Züchter: Isi Sementi Spa | j                                          |
| Trevy                                           |      | | j                                          |
| Tri Medvedya                                    |      | Züchter: Nastenko Nataliya Viktorovna, Kachajnik Vladimir Georgievich, Gul'Kin Mihail Nikolaevich | j                                          |
| Tri Sestry                                      |      | Züchter: Gavrish Sergej Fedorovich, Kapustina Raisa Nikolaevna, Artemieva Galina Mihajlovna, Filimonova Yuliya Alekseevna, Redichkina Tatiyana Aleksandrovna, Kibanova Nataliya Alekseevna                                                                                          | j                                          |
| Tri Tolstyaka                                   |      | Züchter: Dederko Vladimir Nikolaevich, Yabrov Aleksandr Alekseevich, Postnikova Olga Valentinovna | d, j                                       |
| Tri-Color                                       |      | | c, d                                       |
| Triana                                          |      | Züchter: Yissum Research Developm. | j                                          |
| Triatlon                                        |      | Züchter: Nunhems B.V. | j                                          |
| Tribeca                                         |      | Züchter: Florida Found.Seed Prod. (Us) | j                                          |
| Tribune Ll                                      |      | | j                                          |
| Tributes                                        |      | | j                                          |
| Tricia                                          |      | Züchter: De Ruiter Zonen (Nl) | j                                          |
| Tricot Czech                                    |      | | d                                          |
| Tricram                                         |      | | j, o                                       |
| Tricuspis (oder: Tf/2)                          |      | | g, h                                       |
| Trident                                         |      | Züchter: Clause Semences | j                                          |
| Tridoro                                         |      | | j                                          |
| Trifon                                          |      | Züchter: Meridiem Seeds, S.L. | j                                          |
| Trigger                                         |      | | j                                          |
| Trikot Czech                                    |      | | c                                          |
| Trillo                                          |      | Züchter: Sativa Seeds & Services S.R.L. | j                                          |
| Trilly                                          |      | Züchter: Isi Sementi S.P.A. (It) | a, d, c, j                                 |
| Trilly F1                                       |      | | f                                          |
| Trilogy                                         |      | | j                                          |
| Trimoso                                         |      | Züchter: Rijk Zwaan Zaadteelt En Zaadhandel B.V. | j, o                                       |
| Trimson                                         |      | | c, d                                       |
| Trinacrio                                       |      | Züchter: Enza Zaden Beheer B.V. | j                                          |
| Trinidad                                        |      | Züchter: (Aro) Volcani Institute | j, o                                       |
| Trinidade                                       |      | | j                                          |
| Trinity                                         |      | Züchter: Seminis Inc. | j, o                                       |
| Trio                                            |      | | j                                          |
| Triomphe De Liège                               |      | | c, d                                       |
| Trionfo                                         |      | Züchter: Blumen Group | j                                          |
| Trip-L-Crop                                     |      | | k                                          |
| Triple Crop                                     |      | Züchter: Domaine Public (Fr) | j                                          |
| Triple Red                                      |      | | j, o                                       |
| Tripode                                         |      | Züchter: Plant Genetics Inc | j, o                                       |
| Tristan                                         |      | Züchter: Royal Sluis | j                                          |
| Tristar                                         |      | Züchter: United Genetics | j                                          |
| Triton                                          |      | | j                                          |
| Tritonex                                        |      | | j                                          |
| Triumf                                          |      | Züchter: Zhidkova Valentina Andreevna, Mihed Valentina Stepanovna, Altuhov Yurij Petrovich, Arhipova Tatiyana Petrovna, Groshenko Aleksandr Petrovich, Zvyagintsev Valerij Kirilovich                                                                                               | j                                          |
| Triumf F1                                       |      | | j                                          |
| Triumph                                         |      | | c, e, g, h                                 |
| Triumphant                                      |      | | c, d                                       |
| Triunfo                                         |      | | j                                          |
| Triuque Inta                                    |      | | j                                          |
| Trivet                                          |      | Züchter: Mozsar Jozsef | j, o                                       |
| Trixi                                           |      | Züchter: Kultursaat e. V. für Züchtungsforschung und Kulturpflanzenerhaltung auf biologisch-dynamischer Grundlage | j                                          |
| Trjupeli                                        |      | | c                                          |
| Trofeo                                          |      | | j                                          |
| Troika                                          |      | | j                                          |
| Trojka                                          |      | Züchter: Gavrish Sergej Fedorovich, Morev Viktor Vasilievich, Amcheslavskaya Elena Valentinovna, Degovtsova Tatiyana Vladimirovna, Volok Olga Anatolievna | j                                          |
| Tron                                            |      | Züchter: Institut Za Povrtarstvo, S. Palanka | j                                          |
| Troneda                                         |      | | j                                          |
| Tronero                                         |      | Züchter: Plant Genetics Inc | j                                          |
| Troo Glass                                      |      | | c, d                                       |
| Trophy                                          |      | Züchter: Domaine Public (Fr) | c, d, f, g, h, j, k                        |
| Trophy Scharlachrote                            |      | | g, h                                       |
| Tropic                                          |      | | c, d, e, g, h, j, k                        |
| Tropic Boy                                      |      | | j                                          |
| Tropical                                        |      | Züchter: Degreef Paul | g, h, j, o                                 |
| Tropical Gem                                    |      | | j, o                                       |
| Tropical Queen                                  |      | | j                                          |
| Tropinema                                       |      | | j, o                                       |
| Tropita                                         |      | | j                                          |
| Trosco                                          |      | | j                                          |
| Trovatore                                       |      | Züchter: Nirit Seeds Ltd | j                                          |
| Trowlers 76                                     |      | | c, d                                       |
| Troy                                            |      | Züchter: Sakata Seed America Inc (Us) | j                                          |
| Troya                                           |      | Züchter: Seminis Veget.Seeds Inc | j                                          |
| Troyan                                          |      | Züchter: Petoseed Inc. Co | j                                          |
| Trpaslicek                                      |      | | g, h                                       |
| Trška Gora                                      |      | | c, d                                       |
| Trucker                                         |      | Züchter: P. Degreef | j                                          |
| Trucker's Favorite                              |      | | c, d, f, k                                 |
| Trudie                                          |      | Züchter: Hazera Seeds Ltd. | j                                          |
| Trudy                                           |      | | j                                          |
| Trueno                                          |      | | j                                          |
| Truffaut Précoce                                |      | | c, d, e, g, h                              |
| Trujillo                                        |      | Züchter: Vilmorin S.A. | j, o                                       |
| Truncata                                        |      | | g, h                                       |
| Trust                                           |      | Züchter: De Ruiter Seeds | j                                          |
| Trust F1                                        |      | | c, d                                       |
| Trust Mt 6035                                   |      | | j                                          |
| Truva                                           |      | Züchter: May Agro Seed Corp. (Tr) | j                                          |
| Truvatura                                       |      | Züchter: Vilmorin S.A. | j, o                                       |
| Try 110                                         |      | | j                                          |
| Try 111                                         |      | | j                                          |
| Ts 1001                                         |      | Züchter: Tera Seeds Srl Cons. | j                                          |
| Ts 217                                          |      | Züchter: Westland Seeds B.V. | j                                          |
| Ts 246                                          |      | Züchter: Westland Seeds B.V. | j                                          |
| Ts 2608                                         |      | Züchter: Tera Seeds Srl Cons. | j                                          |
| Ts 29                                           |      | Züchter: Westland Seeds B.V. | j                                          |
| Ts 31                                           |      | Züchter: Westland Seeds B.V. | j                                          |
| Ts 32                                           |      | Züchter: Westland Seeds B.V. | j                                          |
| Ts 463                                          |      | Züchter: Westland Seeds B.V. | j                                          |
| Ts 500                                          |      | Züchter: Tera Seeds Srl Cons. | j                                          |
| Ts 501                                          |      | Züchter: Eurl Phr (Fr) | j, o                                       |
| Ts 503                                          |      | Züchter: Eurl Phr (Fr) | j, o                                       |
| Ts 5032 Rz                                      |      | Züchter: Rijk Zwaan Zaadteelt En Zaadhandel B.V. | j, o                                       |
| Ts 514                                          |      | Züchter: Westland Seeds B.V. | j                                          |
| Ts 515                                          |      | Züchter: Tera Seeds Srl Cons. | j                                          |
| Ts 518                                          |      | | j                                          |
| Ts 5194 Rz                                      |      | Züchter: Rijk Zwaan Zaadteelt En Zaadhandel B.V. | j, o                                       |
| Ts 5339 Rz                                      |      | Züchter: Rijk Zwaan Zaadteelt En Zaadhandel B.V. | j, o                                       |
| Ts 5607 Rz                                      |      | Züchter: Rijk Zwaan Zaadteelt En Zaadhandel B.V. | j                                          |
| Ts 650                                          |      | | j                                          |
| Tsac                                            |      | | c, d                                       |
| Tsar Kolokol                                    |      | Züchter: Kfkh Svetlana, 630132, G.Novosibirsk, Ul. Cheliuskintsev, D. 15, K. 32, Russia. Dederko Vladimir Nikolaevich, Yabrov Aleksandr Alekseevich, Postnikova Olga Valentinovna                                                                                                   | d, j, o                                    |
| Tsar Of Bells                                   |      | | d                                          |
| Tsar Petr                                       |      | Züchter: Myazina Lyubov' Anatolievna | j                                          |
| Tsarevich                                       |      | Züchter: Avdeev Yurij Ivanovich, Kigashpaeva Olga Petrovna, Ivanova Lyudmila Mihajlovna, Avdeev Andrej Yurievich | c, d, j                                    |
| Tsarevna                                        |      | Züchter: Lukiyanenko Anatolij Nikitovich, Dubinin Sergej Vladimirovich, Dubinina Irina Nikolaevna | j                                          |
| Tsarevna Lebed                                  |      | Züchter: Myazina Lyubov' Anatolievna | j                                          |
| Tsarevna Lyagushka                              |      | Züchter: Gavrish Sergej Fedorovich, Morev Viktor Vasilievich, Amcheslavskaya Elena Valentinovna, Degovtsova Tatiyana Vladimirovna, Volok Olga Anatolievna | j                                          |
| Tsarine                                         |      | | j, o                                       |
| Tsars Favorite                                  |      | | d, e                                       |
| Tsarskaya Vetka                                 |      | Züchter: Nastenko Nataliya Viktorovna, Kachajnik Vladimir Georgievich, Gul'Kin Mihail Nikolaevich | j                                          |
| Tsarskij Lyubimets                              |      | Züchter: Kononov Aleksandr Nikolaevich, Krasnikov Leonid Georgievich | j                                          |
| Tsarskij Podarok                                |      | Züchter: Dederko Vladimir Nikolaevich, Postnikova Olga Valentinovna | c, j                                       |
| Tsarskiy Lubimets                               |      | | d                                          |
| Tsarskiy Podarok                                |      | | d                                          |
| Tsarskosel'Skij                                 |      | Züchter: Farber Vladimir Vladimirovich, Smirnova Elena Anatolievna | j                                          |
| Tsarskosel'Skij Velikan                         |      | Züchter: Vinogradov Zosim Sergeevich, Tarasov Yurij Dmitrievich | j                                          |
| Tsc 08                                          |      | | j                                          |
| Tschechische                                    |      | | c                                          |
| Tschechische Feldtomate                         |      | | c, e                                       |
| Tschechische Gelbe                              |      | | g, h                                       |
| Tschechische Perle                              |      | | c                                          |
| Tschelnok                                       |      | | c                                          |
| Tschernij Krim Pink                             |      | | c                                          |
| Tschernij Prinz                                 |      | | c, j, o                                    |
| Tschernomor                                     |      | | c, f                                       |
| Tschernomorskij Gigant                          |      | | c                                          |
| Tschio Tschio San                               |      | | c, f, m                                    |
| Tschjornij Tulpan                               |      | | c                                          |
| Tschornaja Wischnja                             |      | | c                                          |
| Tschörnij Mawr                                  |      | | c                                          |
| Tschuchloma                                     |      | | c, m                                       |
| Tschudo Altaja                                  |      | | c                                          |
| Tschudo Sada                                    |      | | c                                          |
| Tschudo Semli                                   |      | | c, f                                       |
| Tschudo Semlja                                  |      | | e                                          |
| Tschudo Svjeta                                  |      | | c                                          |
| Tsesarevich                                     |      | | c, d                                       |
| Tsilao                                          |      | Züchter: Jean-Claude Mercier | j                                          |
| Tsindao                                         |      | | c, d                                       |
| Tsitrusovyj Sad                                 |      | Züchter: Kachajnik Vladimir Georgievich, Gul'Kin Mihail Nikolaevich, Karmanova Olga Alekseevna, Matyunina Svetlana Vladimirovna | j                                          |
| Tsjagbka                                        |      | | c, d                                       |
| Tsunami                                         |      | Züchter: Gavrish Sergej Fedorovich, Morev Viktor Vasilievich, Amcheslavskaya Elena Valentinovna | d, j, o                                    |
| Tsungshigo Chinese                              |      | | c, d                                       |
| Tsvetana                                        |      | Züchter: Domanskaya Majya Konstantinovna, Gubko Valentina Nikolaevna, Orlova Elena Arnol'Dovna, Salmina Irina Semenovna, Zhitnekovskaya Olga Alekseevna | j                                          |
| Tsx 101                                         |      | Züchter: Tokita Seed Co., Ltd. | j                                          |
| Tsx 103                                         |      | Züchter: Tokita Seed Co., Ltd. | j                                          |
| Tsx 104                                         |      | Züchter: Tokita Seed Co., Ltd. | j                                          |
| Tsygan                                          |      | Züchter: Nalizhityj Vladimir Maksimovich, Korotkov Sergej Anatolievich, Dynnik Anatolij Vasilievich, Kochkin Aleksandr Viktorovich | d, j                                       |
| Tsypa                                           |      | Züchter: Hrapalova Irina Aleksandrovna | j                                          |
| Tsyurupinskij                                   |      | Züchter: Panchev Yurij Ivanovich | j                                          |
| Tt 1000                                         |      | | j                                          |
| Tt 105                                          |      | | j                                          |
| Tt 144                                          |      | Züchter: Tomatech R & D Israel L.T.D. | j, o                                       |
| Tt 270                                          |      | Züchter: Tomatech R & D Israel L.T.D. | j                                          |
| Tt 274                                          |      | Züchter: Tomatech R & D Israel L.T.D. | j, o                                       |
| Tt 3                                            |      | | j                                          |
| Tt 320                                          |      | | j                                          |
| Tt 419                                          |      | | j                                          |
| Tt 50                                           |      | | j                                          |
| Tt 544                                          |      | Züchter: Tomatech R & D Israel L.T.D. | j                                          |
| Tt 550                                          |      | Züchter: Tomatech R & D Israel L.T.D. | j                                          |
| Tt 555                                          |      | Züchter: Tomatech R & D Israel L.T.D. | j                                          |
| Tt 557                                          |      | Züchter: Tomatech R & D Israel L.T.D. | j                                          |
| Tt 564                                          |      | | j                                          |
| Tt 568                                          |      | Züchter: Tomatech R & D Israel L.T.D. | j, o                                       |
| Tt 573                                          |      | Züchter: Tomatech R & D Israel L.T.D. | j                                          |
| Tt 576                                          |      | Züchter: Tomatech R & D Israel L.T.D. | j, o                                       |
| Tt 584                                          |      | Züchter: Tomatech R & D Israel L.T.D. | j                                          |
| Tt-566                                          |      | Züchter: Tomatech R & D Israel L.T.D. | j                                          |
| Ttm 003                                         |      | Züchter: Hatanaka Makoto, Yokokawa Takehiro | j, o                                       |
| Ttm 007                                         |      | Züchter: Hatanaka Makoto, Yokokawa Takehiro | j, o                                       |
| Ttm 008                                         |      | Züchter: Hatanaka Makoto, Yokokawa Takehiro | j, o                                       |
| Ttm 009                                         |      | Züchter: Hatanaka Makoto, Yokokawa Takehiro | j, o                                       |
| Ttm 011                                         |      | Züchter: Hatanaka Makoto, Yokokawa Takehiro | j, o                                       |
| Ttm 017                                         |      | Züchter: Hatanaka Makoto, Yokokawa Takehiro | j, o                                       |
| Ttm 018                                         |      | Züchter: Hatanaka Makoto, Yokokawa Takehiro | j, o                                       |
| Ttm 019                                         |      | Züchter: Hatanaka Makoto, Nakayama Kenji | j, o                                       |
| Ttm 020                                         |      | Züchter: Hatanaka Makoto, Yokokawa Takehiro | j, o                                       |
| Ttm 042                                         |      | Züchter: Hatanaka Makoto, Nakayama Kenji | j, o                                       |
| Ttm 043                                         |      | Züchter: Hatanaka Makoto, Nakayama Kenji | j, o                                       |
| Ttm 044                                         |      | Züchter: Hatanaka Makoto, Fukunaga Yutaka | j, o                                       |
| Ttm 045                                         |      | Züchter: Hatanaka Makoto, Fukunaga Yutaka | j, o                                       |
| Ttm 046                                         |      | Züchter: Hatanaka Makoto, Fukunaga Yutaka | j, o                                       |
| Ttm 055                                         |      | Züchter: Fukunaga Yutaka, Hatanaka Makoto | j, o                                       |
| Ttm 056                                         |      | Züchter: Yokokawa Takehiro, Hatanaka Makoto | j, o                                       |
| Ttm 058                                         |      | Züchter: Hatanaka Makoto, Nakayama Kenji | j, o                                       |
| Ttm 059                                         |      | Züchter: Hatanaka Makoto, Nakayama Kenji | j, o                                       |
| Ttm 060                                         |      | Züchter: Hatanaka Makoto, Fukunaga Yutaka | j, o                                       |
| Ttm 061                                         |      | Züchter: Hatanaka Makoto, Fukunaga Yutaka | j, o                                       |
| Ttm 076                                         |      | Züchter: Fukunaga Yutaka, Yokokawa Takehiro | j, o                                       |
| Ttm 081                                         |      | Züchter: Fukunaga Yutaka, Yokokawa Takehiro | j, o                                       |
| Tuana 5228                                      |      | | j                                          |
| Tuareg                                          |      | | j                                          |
| Tucana                                          |      | Züchter: Western Seed España, S.A. | j                                          |
| Tucano                                          |      | Züchter: Clause (Fr) | j, o                                       |
| Tucker's Forcing                                |      | | g, h                                       |
| Tuckwood                                        |      | | c, d, e, g, h                              |
| Tuckwood Favorite                               |      | | c, f, g, h                                 |
| Tucson                                          |      | Züchter: Syngenta Crop Protection Ag | j                                          |
| Tudela De Valladolid                            |      | | c, d                                       |
| Tudor                                           |      | Züchter: Isi Sementi Spa | j                                          |
| Tueeze                                          |      | Züchter: Sakurai Yozo, Sugahara Shinji, Suzuki Tomohiro, Yamashita Fumiaki, Takase Naoaki, Ito Katsumi | j, o                                       |
| Tuenty                                          |      | Züchter: Diamond Seeds, S.L. | j, o                                       |
| Tueza                                           |      | | j                                          |
| Tugba                                           |      | | j                                          |
| Tugçe                                           |      | | j                                          |
| Tujmazinets                                     |      | Züchter: Gavrish Sergej Fedorovich, Morev Viktor Vasilievich, Amcheslavskaya Elena Valentinovna, Volok Olga Anatolievna | j                                          |
| Tukan                                           |      | Züchter: Instytut Ogrodnictwa | j                                          |
| Tuker's Favorite                                |      | | g, h                                       |
| Tulena                                          |      | Züchter: Clause Semences Sa (Fr) | j                                          |
| Tülin 550                                       |      | | j                                          |
| Tulip                                           |      | | e, g, h                                    |
| Tulpan                                          |      | | c, d                                       |
| Tum                                             |      | Züchter: Warszawskie Przedsiebiorstwo Hodowli Roslin Ogrodniczych | j                                          |
| Tumatl                                          |      | Züchter: Hazera Seeds B.V. | j                                          |
| Tumbler                                         |      | Züchter: Ball Research Uk | c, d, e, j, o                              |
| Tumbling Jester                                 |      | Züchter: Namdhari Seeds Pvt Ltd | j, o                                       |
| Tumbling Tiger                                  |      | | f                                          |
| Tumbling Tiger F1                               |      | | c, d                                       |
| Tumbling Tigress                                |      | | j, o                                       |
| Tumbling Tom F1                                 |      | | d                                          |
| Tumbling Tom Junior Yellow                      |      | | c, d                                       |
| Tumbling Tom Red                                |      | Typ: Hängetomate | a, c, f, j, m                              |
| Tumbling Tom Red F1                             |      | Typ: Hängetomate | d                                          |
| Tumbling Tom Yellow                             |      | Typ: Hängetomate | c, d, j, m                                 |
| Tumbling Tom Yellow F1                          |      | Typ: Hängetomate | d                                          |
| Tumida                                          |      | | g, h                                       |
| Tundra                                          |      | Züchter: Nunhems Bv (Nl) | j                                          |
| Tunesien                                        |      | | c                                          |
| Tungus                                          |      | Züchter: Kononov Aleksandr Nikolaevich, Krasnikov Leonid Georgievich | c, d, e, j                                 |
| Turalia                                         |      | | j                                          |
| Turandot                                        |      | Züchter: Andreeva Evgeniya Nikolaevna, Sysina Elena Artemievna, Nazina Sofiya Luisovna, Bogdanov Kirill Borisovich | c, d, j                                    |
| Turandot Rozovyi                                |      | | c, d                                       |
| Turbacz                                         |      | Züchter: Plantico Hodowla I Nasiennictwo Ogrodnicze Zielonki Sp. Z O.O. | j                                          |
| Turbo                                           |      | | j                                          |
| Turbostar                                       |      | | j                                          |
| Turcal                                          |      | Züchter: Multi Tohum San. Tic. A.S. | j                                          |
| Turgay                                          |      | Züchter: Syngenta Seeds B.V. | j, o                                       |
| Turgida                                         |      | | g, h                                       |
| Turin                                           |      | Züchter: Semillas Fito, S.A. | j, o                                       |
| Turino                                          |      | | j                                          |
| Turkania                                        |      | | j                                          |
| Türkei                                          |      | | n                                          |
| Turkey                                          |      | | c, d                                       |
| Turkey Chomp                                    |      | | c, d, e, g, h                              |
| Türkin                                          |      | | c                                          |
| Türkische Eier                                  |      | | n                                          |
| Türkische Feldtomate                            |      | | f                                          |
| Turkish Ayla                                    |      | | c, d                                       |
| Turkish Keeping                                 |      | | c, d                                       |
| Turkish Monastry                                |      | | c                                          |
| Turkish Striped Monastery                       |      | | c, d                                       |
| Turks Muts                                      |      | | c, d, e, g, h                              |
| Turkuaz                                         |      | | j                                          |
| Turma                                           |      | | g, h                                       |
| Turmalin                                        |      | Züchter: Gavrish Sergej Fedorovich, Volok Olga Anatolievna, Kapustina Raisa Nikolaevna, Gladkov Dmitrij Sergeevich, Sedin Aleksej Anatolievich, Semenova Anna Nikolaevna, Artemieva Galina Mihajlovna, Filimonova Yuliya Alekseevna, Redichkina Tatiyana Aleksandrovna              | j                                          |
| Turmalina                                       |      | | j                                          |
| Turner                                          |      | Züchter: Pioneer Hi-Bred Italia Servizi Agronomici Srl | c, d, j                                    |
| Turpino                                         |      | Züchter: Capital Genetic Ebt, S.L. | j, o                                       |
| Turquesa                                        |      | | j                                          |
| Turria                                          |      | Züchter: Meridiem Seeds S.L. | j                                          |
| Turtle Purple                                   |      | | c, d                                       |
| Turul                                           |      | | c, e, g, h                                 |
| Tusco                                           |      | Züchter: Vilmorin Sa (Fr) | j                                          |
| Tutku                                           |      | | j                                          |
| Tutti Frutti                                    |      | Züchter: Hm Clause Sa (Fr) | j, o                                       |
| Tuxhorn's Red                                   |      | | c, m                                       |
| Tuxhorn's Red And Yellow                        |      | | c, d, e, g, h, m                           |
| Tuz                                             |      | Züchter: Gavrish Sergej Fedorovich, Morev Viktor Vasilievich, Amcheslavskaya Elena Valentinovna, Volok Olga Anatolievna, Gavrish Fedor Sergeevich | j                                          |
| Tuzla                                           |      | Züchter: Gavrish Sergej Fedorovich, Morev Viktor Vasilievich, Amcheslavskaya Elena Valentinovna, Degovtsova Tatiyana Vladimirovna, Volok Olga Anatolievna, Gladkov Dmitrij Sergeevich, Volkov Aleksandr Aleksandrovich, Semenova Anna Nikolaevna, Redichkina Tatiyana Aleksandrovna | j                                          |
| Tveriya                                         |      | Züchter: Alekseev Yurij Borisovich | j                                          |
| Tvist                                           |      | Züchter: Mashtakov Aleksej Alekseevich, Mashtakova Anna Harlampievna, Mashtakov Nikolaj Alekseevich, Mashtakova Liliya Ivanovna | j                                          |
| Twarga                                          |      | Züchter: Syngenta Seeds B.V. | j                                          |
| Twenty Ounce                                    |      | | c, d                                       |
| Twila                                           |      | Züchter: Syngenta Seeds B.V. | j                                          |
| Twin                                            |      | | j                                          |
| Twist                                           |      | | j                                          |
| Twister                                         |      | | j                                          |
| Twixia                                          |      | Züchter: Axia Vegetable Seeds B.V. | j                                          |
| Ty 10                                           |      | Züchter: Hayashi Masako, Ruud Verhoef | j                                          |
| Ty 12                                           |      | Züchter: Rijk Zwaan Zaadteelt En Zaadhandel B.V. | j, o                                       |
| Ty 12 73 882 Rz                                 |      | | j                                          |
| Ty 3017 Hy                                      |      | | j                                          |
| Ty Enenet                                       |      | Züchter: Amit Avidov | j, o                                       |
| Ty Mamoru                                       |      | Züchter: Xin Mu | j, o                                       |
| Tya                                             |      | Züchter: Hazera Genetics | j, o                                       |
| Tyanna                                          |      | Züchter: Hazera Genetics Ltd (Il) | j                                          |
| Tyara                                           |      | Züchter: Syngenta Seeds B.V. | j, o                                       |
| Tyazheloves Sibiri                              |      | Züchter: Dederko Vladimir Nikolaevich, Yabrov Aleksandr Alekseevich, Postnikova Olga Valentinovna | c, d, j                                    |
| Tybalt                                          |      | Züchter: Hazera Seeds Ltd. | j, o                                       |
| Tyberio                                         |      | Züchter: De Ruiter Zonen (Nl) | j                                          |
| Tybet                                           |      | Züchter: De Ruiter Seeds | j, o                                       |
| Tybie                                           |      | Züchter: Hazera Genetics | j, o                                       |
| Tybif                                           |      | | j                                          |
| Tyborowski Giant Plum                           |      | | c, d                                       |
| Tybreak                                         |      | Züchter: Syngenta Seeds B.V. | j, o                                       |
| Tyburon                                         |      | Züchter: Syngenta Seeds B.V. | j, o                                       |
| Tycam                                           |      | | j                                          |
| Tycamone                                        |      | Züchter: Syngenta Crop Protection Ag | j                                          |
| Tycho                                           |      | | j                                          |
| Tycon                                           |      | Züchter: Syngenta Seeds B.V. | j, o                                       |
| Tycorona                                        |      | Züchter: Fenix S.R.L. | j                                          |
| Tydal                                           |      | Züchter: Hoogstraten Jaap | j, o                                       |
| Tye Dye F1                                      |      | | c, d                                       |
| Tyerno                                          |      | Züchter: Syngenta Seeds B.V. | j, o                                       |
| Tyfaoute                                        |      | | j                                          |
| Tyfel                                           |      | Züchter: Syngenta Seeds B.V. | j, o                                       |
| Tyfirst                                         |      | Züchter: Ogawa Akira, Kawamoto Keiichi, Tanaka Tetsushi, Sakakibara Masahiro, Oyabu Tetsuya, Asano Yoshiyuki, Fukuta Shiro | j, o                                       |
| Tyfrane                                         |      | Züchter: Gautier Semences Sas (Fr) | j                                          |
| Tygana                                          |      | Züchter: Diamond Seeds, S.L. | j, o                                       |
| Tyger                                           |      | Züchter: Hoogstraten, J. | j, o                                       |
| Tyglory                                         |      | Züchter: Monsanto Holland B.V. | j, o                                       |
| Tygo                                            |      | | j                                          |
| Tygold                                          |      | Züchter: Hoogstraten, J. | j, o                                       |
| Tygre                                           |      | Züchter: Syngenta Seeds B.V. | j, o                                       |
| Tyjoco                                          |      | Züchter: Syngenta Seeds B.V. | j, o                                       |
| Tyjuana                                         |      | Züchter: De Ruiter Seeds | j, o                                       |
| Tyking                                          |      | Züchter: Hoogstraten Jaap | j, o                                       |
| Tylala                                          |      | | j                                          |
| Tylani                                          |      | Züchter: Syngenta Seeds B.V. | j, o                                       |
| Tylcara                                         |      | | j                                          |
| Tylcassandra                                    |      | Züchter: Semillas Almeria I+D, S.L. | j                                          |
| Tylco                                           |      | | j                                          |
| Tyler                                           |      | | j, o                                       |
| Tylian                                          |      | Züchter: Isi Sementi Spa | j                                          |
| Tylka                                           |      | Züchter: Syngenta Seeds B.V. | j, o                                       |
| Tymanak                                         |      | Züchter: Rijk Zwaan Zaadteelt En Zaadhandel B.V. | j                                          |
| Tymanar                                         |      | Züchter: Rijk Zwaan Zaadteelt En Zaadhandel B.V. | j                                          |
| Tymatas                                         |      | Züchter: Hort Seed Mediterrani, S.L | j, o                                       |
| Tymaxx                                          |      | | j                                          |
| Tymbour                                         |      | Züchter: Syngenta Seeds B.V. | j, o                                       |
| Tymoon                                          |      | Züchter: Syngenta Seeds B.V. | j, o                                       |
| Tymor                                           |      | | j                                          |
| Tymotea                                         |      | Züchter: Hazera Genetics | j, o                                       |
| Tympani                                         |      | Züchter: Syngenta Seeds B.V. | j, o                                       |
| Tymulay                                         |      | | j                                          |
| Tymus                                           |      | | j                                          |
| Tyna                                            |      | Züchter: Syngenta Seeds B.V. | j, o                                       |
| Tynamar                                         |      | | j                                          |
| Tynhinan                                        |      | Züchter: Syngenta Seeds B.V. | j                                          |
| Tynton                                          |      | Züchter: Yael Jossph | j                                          |
| Tynton Forte                                    |      | Züchter: Yael Jossph | j, o                                       |
| Tynton Philoseed                                |      | Züchter: Yael Jossph | j, o                                       |
| Tyntyn                                          |      | | j                                          |
| Tyonic                                          |      | Züchter: De Ruiter Seeds Nl B.V. | j                                          |
| Tyoute                                          |      | Züchter: Syngenta Seeds B.V. | j, o                                       |
| Type                                            |      | Züchter: S.A.I.S. Societá Agricola Italiana Sementi | j, o                                       |
| Typer                                           |      | Züchter: Syngenta Seeds B.V. | j                                          |
| Typeset                                         |      | | j                                          |
| Typha                                           |      | | n                                          |
| Typhone                                         |      | | j                                          |
| Typhoon                                         |      | | j                                          |
| Typrince                                        |      | | j, o                                       |
| Tyrade                                          |      | Züchter: Syngenta Seeds B.V. | j, o                                       |
| Tyrant                                          |      | Züchter: Syngenta Seeds B.V. | j, o                                       |
| Tyrell County                                   |      | | c, d                                       |
| Tyresa                                          |      | Züchter: Hazera Genetics | j, o                                       |
| Tyrex                                           |      | Züchter: Hazera Genetics | j, o                                       |
| Tyria                                           |      | | j                                          |
| Tyrlain                                         |      | Züchter: Syngenta Seeds B.V. | j, o                                       |
| Tyrmes                                          |      | Züchter: Syngenta Seeds B.V. | j, o                                       |
| Tyrso                                           |      | Züchter: Syngenta Seeds B.V. | j, o                                       |
| Tysca                                           |      | | j                                          |
| Tysun                                           |      | | j                                          |
| Tytani                                          |      | | j                                          |
| Tytanium                                        |      | Züchter: Nirit Seeds Ltd | j                                          |
| Tytano                                          |      | Züchter: Magnum Seeds Inc. | j                                          |
| Tyty                                            |      | Züchter: Syngenta Seeds B.V. | j, o                                       |
| Tyutchevskij                                    |      | Züchter: Gavrish Sergej Fedorovich, Morev Viktor Vasilievich, Amcheslavskaya Elena Valentinovna, Volok Olga Anatolievna, Nesterovich Arkadij Nikolaevich | j                                          |
| Tyver                                           |      | Züchter: Diamond Seeds, S.L. | j, o                                       |
| Tyzon                                           |      | Züchter: Rijk Zwaan Z.Z. B.V. | j                                          |
| Tyzón                                           |      | | j                                          |
| Tyzone                                          |      | Züchter: Rijk Zwaan Z.Z. B.V. | j, o                                       |
| Tzu-Yu                                          |      | | c                                          |